# Wechselkröte
Die Wechselkröte (Bufotes viridis, Synonyme: Bufo viridis, Bufo pictus, Bufo roseus, Bufo variabilis, Rana picta, kurzfristig auch Pseudepidalea viridis), im deutschsprachigen Raum auch Grüne Kröte, Wandelbare Kröte, Hausunke, Dorfkröte oder Buntkröte genannt, ist ein Froschlurch aus der Gattung Bufotes innerhalb der Familie der Kröten (Bufonidae). Nach heutiger Auffassung handelt es sich nicht um eine einheitliche biologische Art, sondern um eine Artengruppe von 15 Spezies, die aus mehreren evolutionären Linien hervorgegangen sind. Moderne molekulare Untersuchungsmethoden wie DNA-Barcoding und restriktionsstellenassoziierte DNA-Sequenzierung (RAD-Sequenzierung) belegen die besondere genetische Variabilität der Wechselkröte.
Auch in der aktuellen Roten Liste der IUCN wird die Wechselkröte inzwischen als Bufotes viridis und nicht mehr als Bufo viridis angesprochen. Trotz kleinerer genotypischer Unsicherheiten ist die aktualisierte Taxonomie damit international anerkannt.
Von weiterem herpetologischem Interesse ist die Variabilität von Wechselkröten unterschiedlicher geografischer Herkunft. Dabei wirft die Verbreitung und Besiedelung zahlreicher Mittelmeerinseln viele Fragen auf, da man davon ausgehen kann, dass die Amphibien die meisten Inseln nicht durch eigene Kraft erreicht haben. Auch innerhalb Deutschlands bestehen hinsichtlich der Verbreitung von B. viridis noch Unklarheiten, wie z. B. das Fehlen an der Nordseeküste und den vorgelagerten Friesischen Inseln.
Ungeachtet der neuen wissenschaftlichen Erkenntnisse und der taxonomischen Diskussion zeichnet sich ab, dass die aktuellen Rückgänge der Wechselkrötenbestände in Deutschland trotz strengem Schutz alarmierend sind. Die Situation erfordert eine rasche Umsetzung wirksamer Schutzprogramme, die den besonderen Lebensansprüchen dieser Art gerecht werden. Die nachträgliche Aufnahme der subpannonischen Steppen-Trockenrasen (EU-Code 6240) als prioritärer Lebensraum im Anhang I der Fauna-Flora-Habitat-Richtlinie kommt dabei dem Schutz der heimischen Wechselkröte als ursprünglichem Steppenbewohner sehr entgegen.
Die durch Lebensraumverluste stark gefährdete Wechselkröte wurde von der Deutschen Gesellschaft für Herpetologie und Terrarienkunde (DGHT) zum Lurch des Jahres 2022 gekürt.

## Merkmale
„Kröte wechsele dich!“ – diese Redewendung ist gut gewählt. Sie leitet sich von der Fähigkeit des Tieres ab, die Hautoberfläche rasch der jeweiligen Umgebung farblich anzupassen. Auch Licht- und Temperatureinflüsse sind daran maßgeblich beteiligt. Von dunkelbraun bis weißlich-grün finden sich alle Übergänge. Die Epidermis beider Geschlechter ist vom Rücken bis zu den Flanken mit olivgrünen polymorphen Flecken durchsetzt. Die hell-beige gefärbte Bauchseite dagegen ist deutlich geringer strukturiert, zuweilen zeigen sich dort graue Pigmente. Das Zeichnungsmuster der Hautoberfläche ist wie bei Feuersalamander, Gelbbauchunke und Mauereidechse individuenspezifisch und ermöglicht bei mehrmaligen fotografischen Bestandserhebungen eine eindeutige Wiederkennung. Die fotografische Erfassung mit Hilfe des Programms Photographic-Mark-Recapture – PMR ist für die Tiere schonend und damit ethisch vertretbar.
Als zusätzliches Merkmal finden sich an den Hüften und Oberschenkeln kleine rötliche Warzen. Gelegentlich treten auch albinotische Exemplare mit nur geringem Zeichnungsmuster auf. Von albinotischen Larven aus Baden-Württemberg berichtet auch Rainer Flindt.

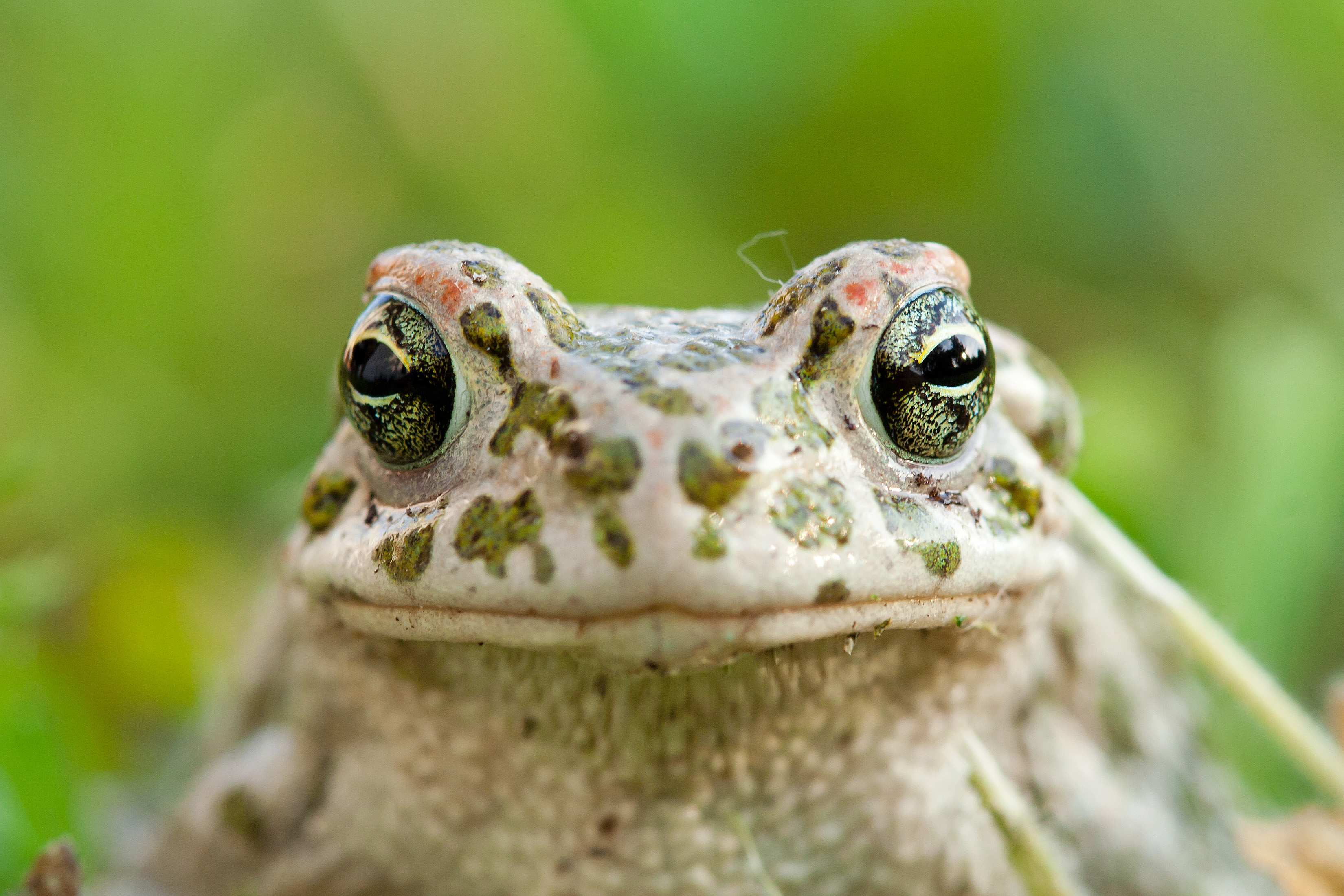
B. viridis: Mund, Nase, Augen
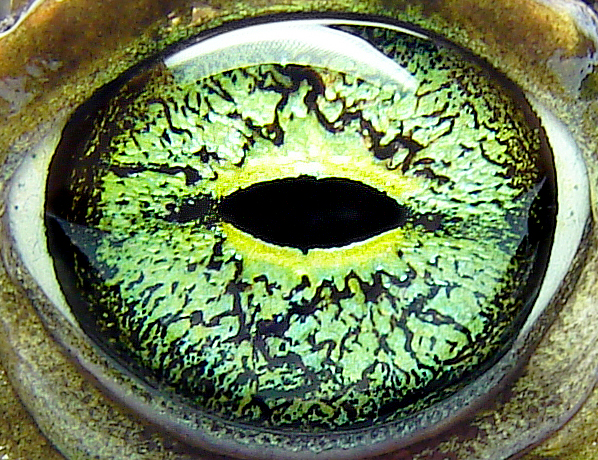
Wechselkrötenauge
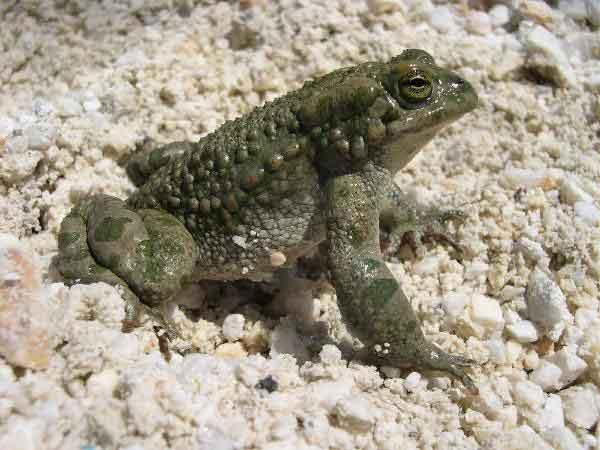
B. viridis mit ausgeprägter Unterarmmuskulatur

Die Körpergröße der Männchen schwankt je nach Lebensalter und erreicht bis zu sieben, die der Weibchen bis zu zehn Zentimeter. Nach der gängigen Literatur erreichen Wechselkröten sowohl im Freiland als auch in menschlicher Obhut ein Alter von ca. 10 Jahren. J. Fröchte berichtet 2014 im Feldherpetologischen Magazin von einer in Haltung aufgezogenen 28-jährigen Wechselkröte.
Die dunklen Pupillen sind je nach Helligkeit der Umgebung elliptisch bis kreisrund, die Iris ist zitronengelb bis grünlich. Bei gedämpftem Licht sowie in der Dunkelheit füllen die Pupillen nahezu den gesamten Augapfel aus. Der optische Sinn ist sehr ausgeprägt. Kleinste Bewegungen potentieller Beutetiere werden selbst bei geringem Licht schnell erfasst und lokalisiert. Im Bereich von Millisekunden öffnet sich das rundliche Maul und schleudert die klebrige Zunge Richtung Beute. Insekten, die in Bodennähe auffliegen, können sogar noch im Flug erfasst werden. War der Beutezug erfolgreich, folgen zwei bis drei kräftige Schluckbewegungen, die die Nahrung in den Oesophagus pressen. Die Speiseröhre der Froschlurche ist äußerst dehnbar und ermöglicht das Abschlucken größerer Beuteorganismen ohne Probleme.
Wie alle Echten Kröten besitzt die Art bohnenförmige Ohrdrüsen (Parotiden) hinter den Augen. Sie zeigen sich bereits wenige Wochen nach der Metamorphose und dienen im Bedarfsfall durch die Sekretion von Bufotenin der Feindabwehr. In geringen Mengen finden sich im Sekret weitere Inhaltsstoffe wie Adrenalin, Noradrenalin, Catecholamine und Dopamin.
Feingliedrige Zehen optimieren die Lauf- und Kletterfähigkeiten der Tiere bei ihren Wanderungen und Beutezügen. Kräftige Unterarme sowie polsterartige Schwielen an den Fußgelenken (Fersenhöcker) ermöglichen das Eingraben in lockere Böden, um sich zu verstecken. Adulte Männchen besitzen in der Paarungszeit dunkelbraune Schwielen zwischen den ersten drei Zehen der Vorderextremitäten. Sie unterstützen die axiale Umklammerung des Weibchens während des Paarungsaktes.
Im Rahmen von Untersuchungen einer gemischten Kreuzkröten-/Wechselkröten-Population bei Gensingen (Landkreis Bad Kreuznach) in den Jahren 1966/67 fanden Rainer Flindt und Helmut Hemmer 6 Wechselkröten, die über ein deutliches Rückenband verfügten, wie es normalerweise nur bei Kreuzkröten auftritt. Die Rückenbänder variierten in ihrer Ausprägung von sehr schmal bis breit verschwommen, teilweise waren sie auch unterbrochen. Eines der Rückenband-Individuen aus Gensingen wurde auch serologisch untersucht, um eine eindeutige Zuordnung zu definieren. Das Pherogramm der Rückenband-Exemplare zeigte sowohl Serumeiweißfraktionen der heimischen Bufotes viridis als auch der Kreuzkröte (Epidalea calamita). Der wissenschaftliche Befund belegt bereits frühere Vermutungen, dass in syntop zur Wechselkröte lebenden Mischpopulationen (Erdkröte/Kreuzkröte) ein Genfluss stattfindet. Auch bei der Nordafrikanischen Wechselkröte (Bufotes boulengeri) entdeckt man hin und wieder Exemplare mit hellgelben Rückenlinien.

## Fortpflanzung
Als wärmeliebende Art pflanzt sich die Wechselkröte in Mitteleuropa gewöhnlich erst ab April bis in den Mai fort, wenn die Wassertemperaturen mindestens 12 °C betragen. Der mit einer Kehl-Schallblase erzeugte nächtliche Paarungsruf der Männchen ist ein anhaltendes, nicht sehr weit tragendes Trillern („ürrr“), das allmählich lauter und höher wird. Zwischen den Trillern gibt es längere Pausen. Der Ruf ähnelt dem der Europäischen Maulwurfsgrille. In der Hauptlaichzeit erschallen die Paarungsrufe auch tagsüber.
Die Laichgewässer sind meist flach und vegetationsarm mit mineralischem, tonigem Oberboden. Fahrspuren und Überschwemmungsflächen in Abbaustätten und Truppenübungsplätzen zählen zu den besonders wichtigen Vermehrungsplätzen. In trockenen Jahren zeigen sich Exemplare auch in stillgelegten, betonierten Becken von Kläranlagen und Regenrückhaltebecken. Die Wasserqualität ist dabei von untergeordneter Bedeutung. Rufende Exemplare finden sich sowohl in nährstoffreichen, veralgten Tümpeln als auch in trüben, verschmutzten Baugruben, Deponiegewässern und angestauten, lehmigen Ackerflächen. An den Laichgewässern herrscht meist ein Überschuss an männlichen Exemplaren, etwa im Verhältnis 4:1. Tagsüber verweilen die Amphibien im unmittelbaren Umfeld des Laichplatzes. Hier verstecken sie sich im Böschungsbereich in Nagerbauten, unter losem Gestein oder in selbst gegrabenen Gängen, sofern der Untergrund dies zulässt. Im Gegensatz zu den Männchen verweilen die Weibchen nur kurze Zeit am Gewässer.
Ein außergewöhnlicher Laichplatz wurde 2017 im Kölner Stadtteil Rondorf entdeckt. Dort hatte ein Wechselkrötenpaar im Garten in einer Vogeltränke abgelaicht.

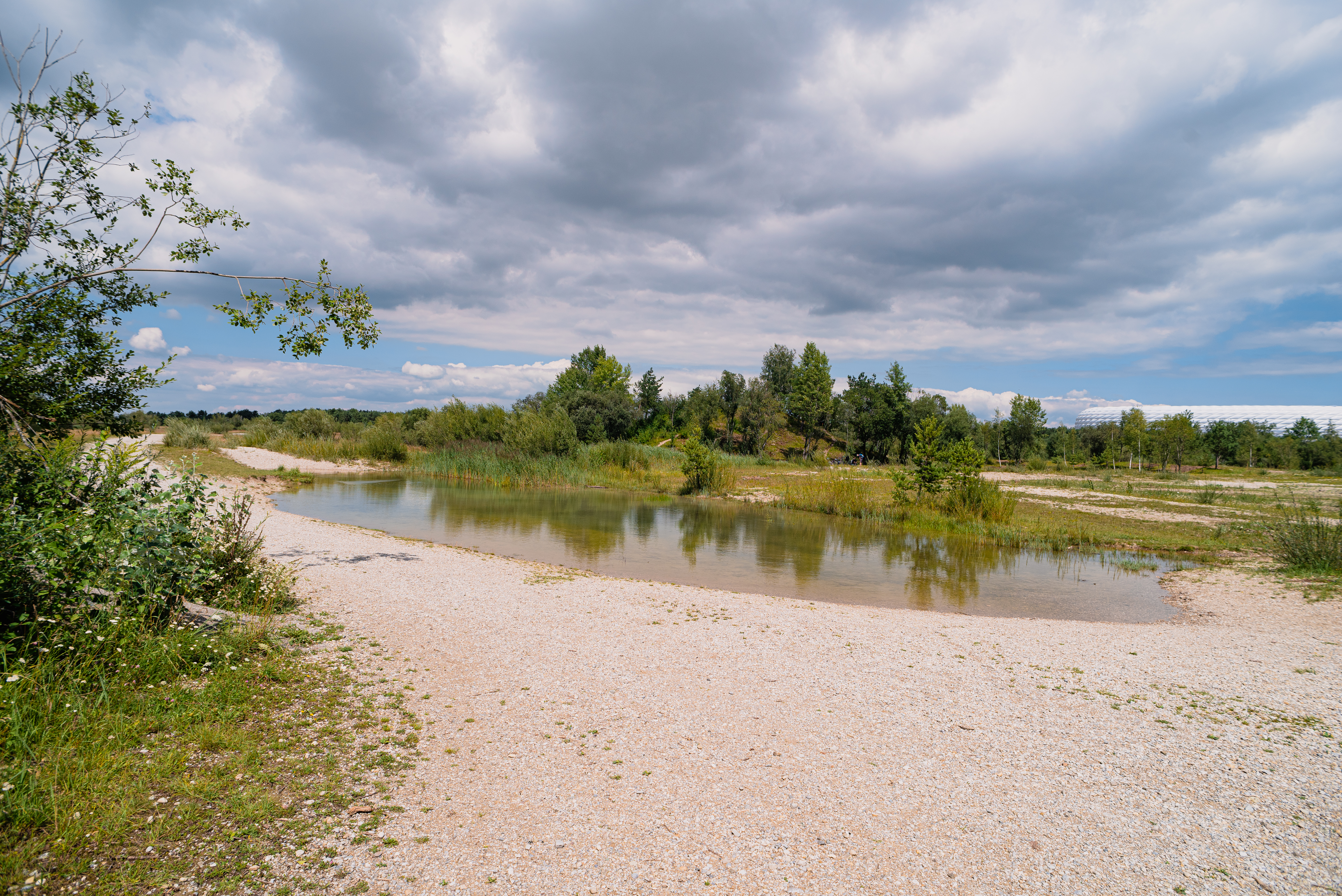
Naturnahes Laichgewässer, NSG Südliche Fröttmaninger Heide
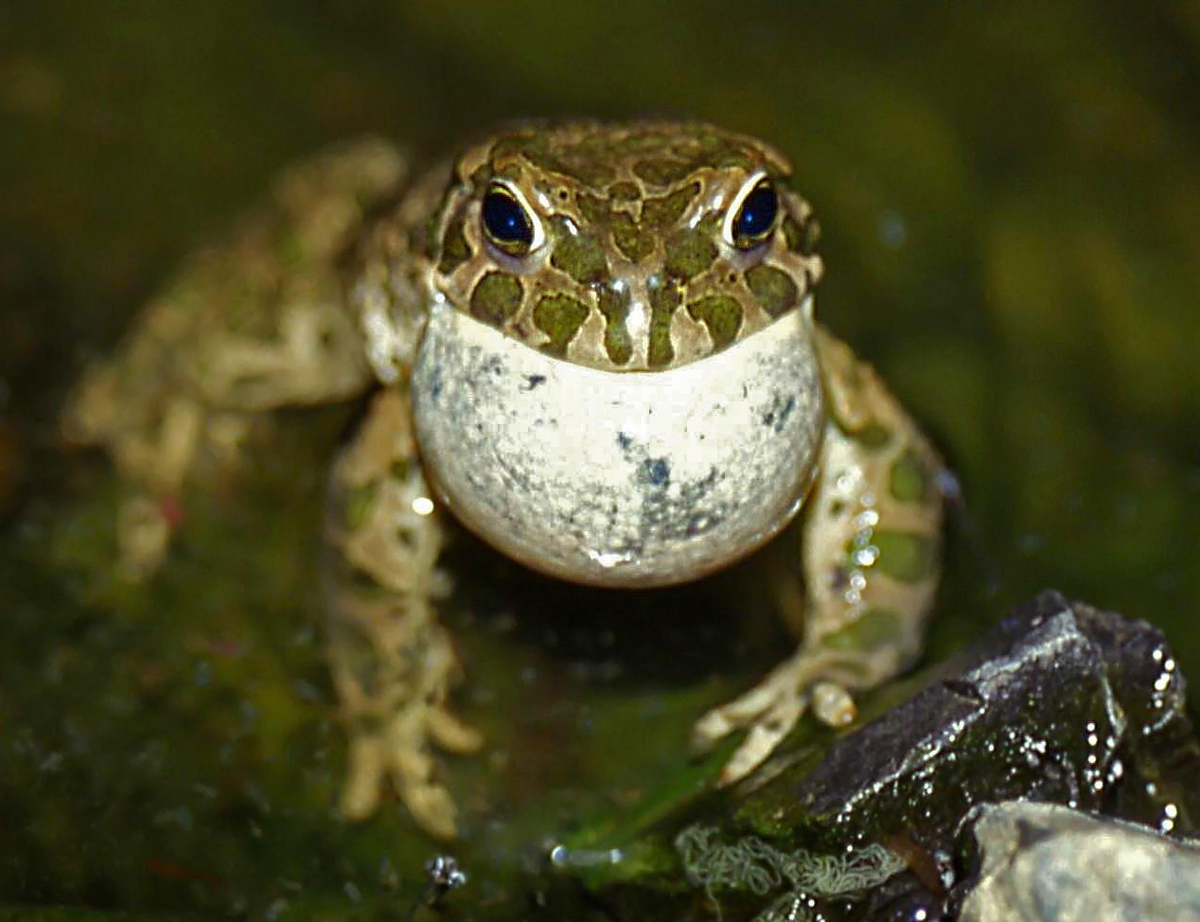
Bei Nacht rufendes Männchen, Fundort: Berlin; Nominatform
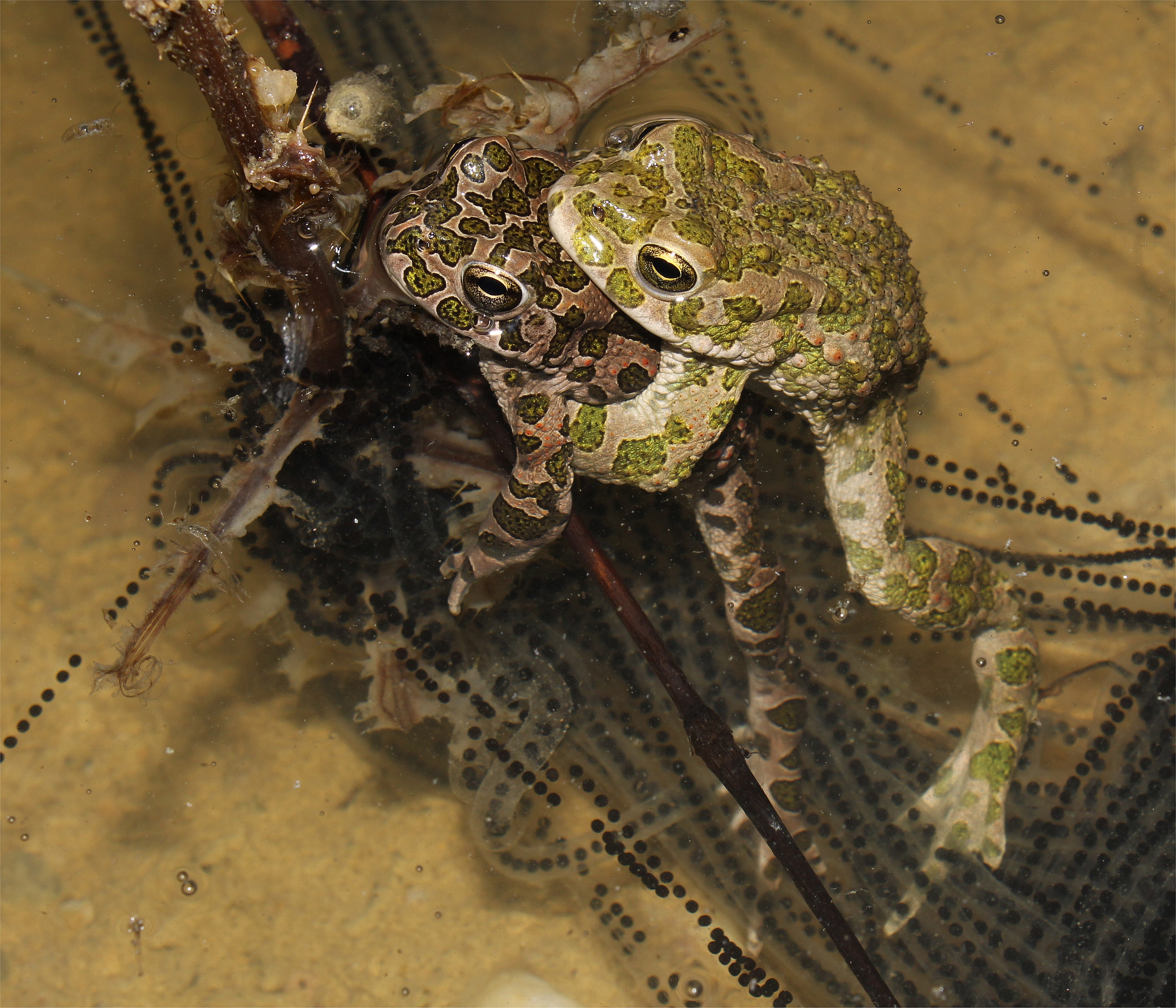
Wechselkröten-Paar Amplexus mit Laichschnüren
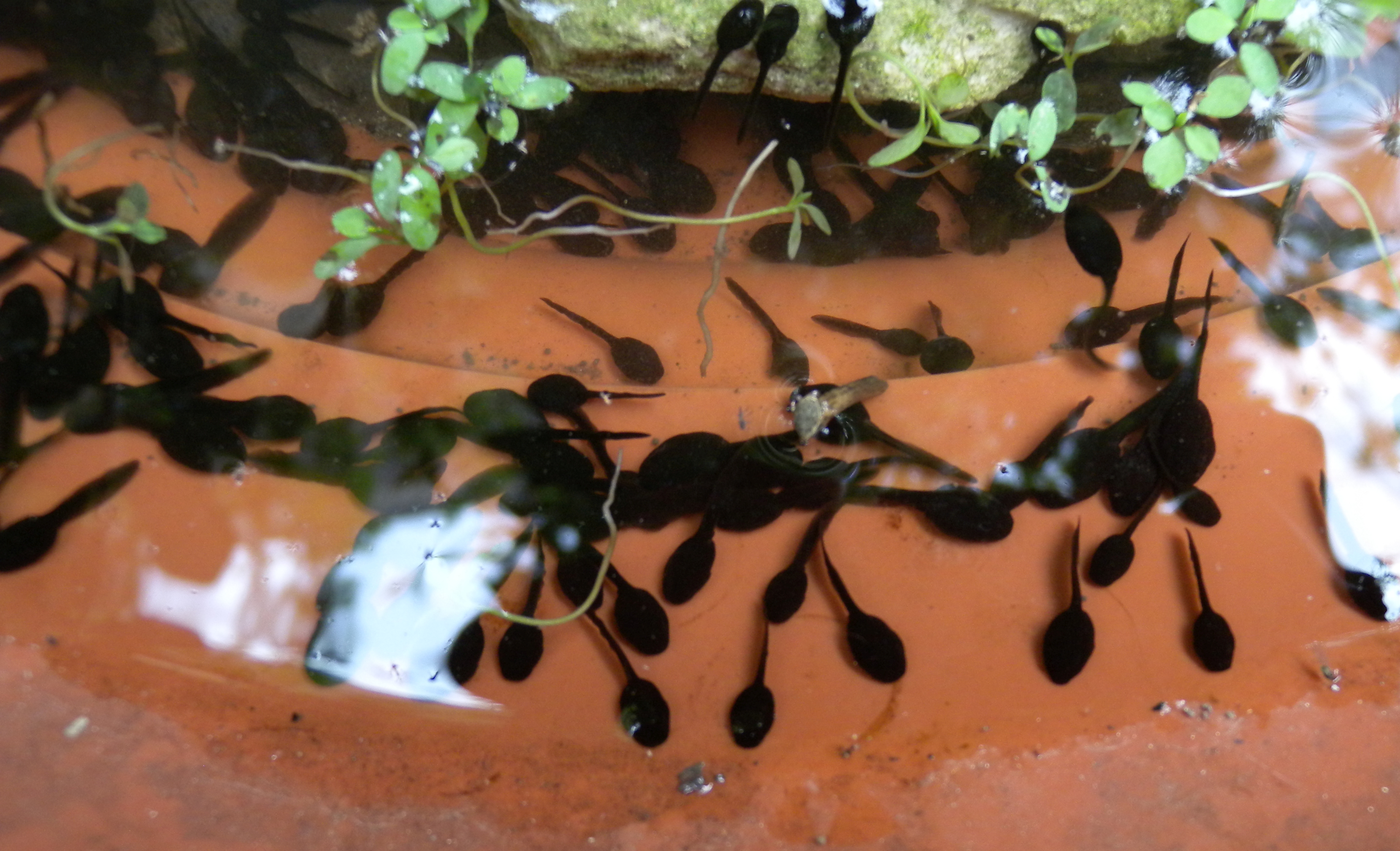
Larven der Wechselkröte
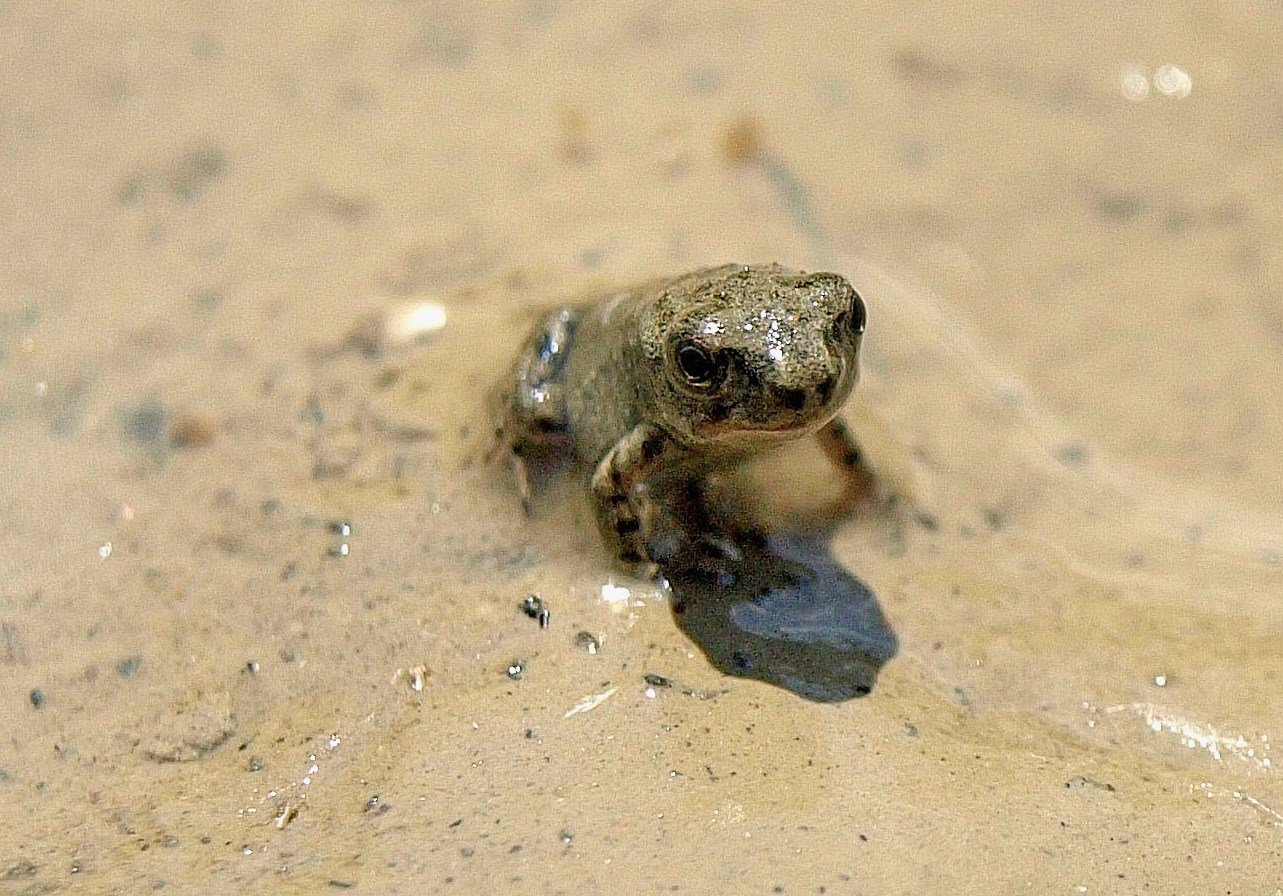
Wechselkröte in der Metamorphose
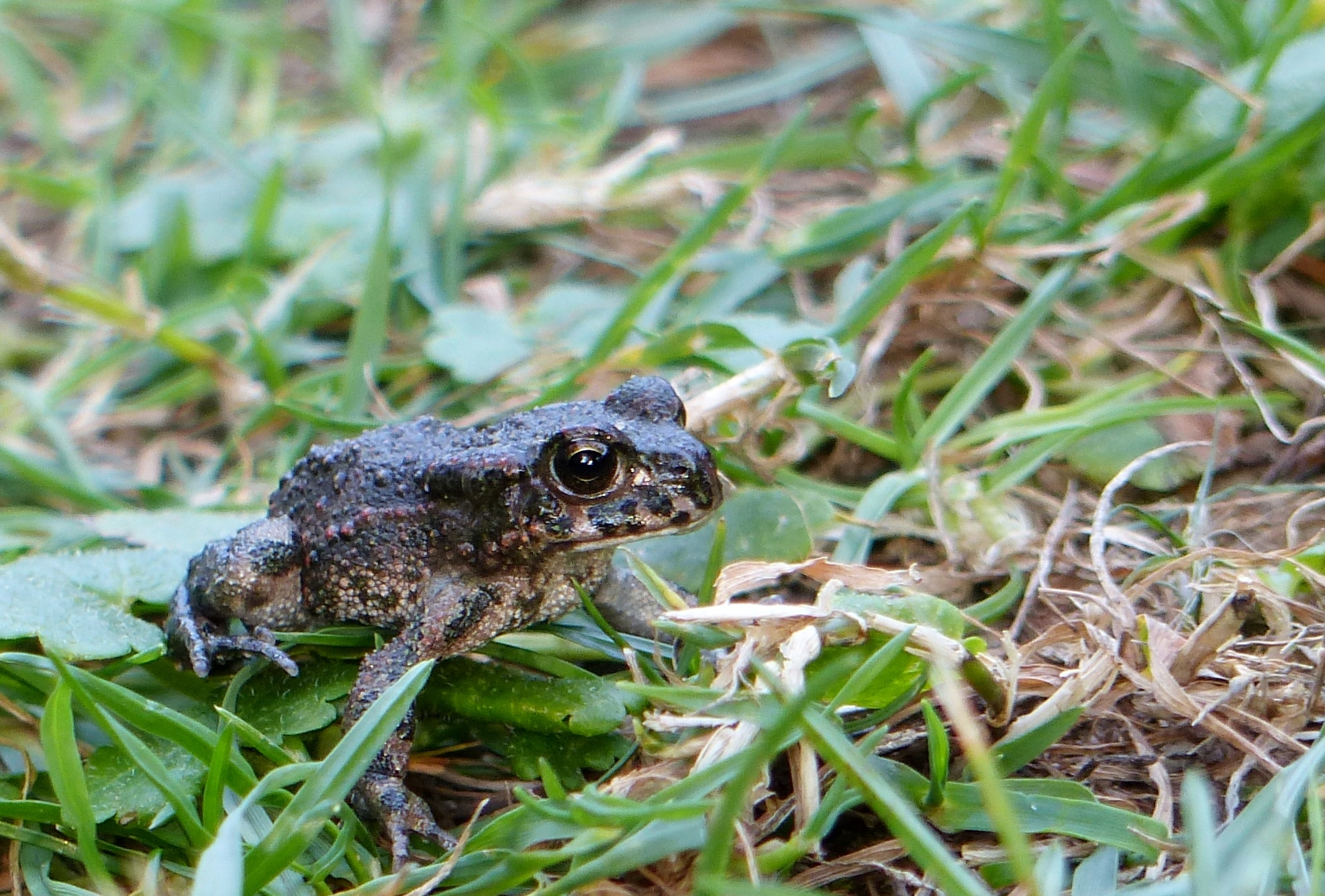
Juvenile Wechselkröte, vier Wochen nach der Metamorphose

Die Laichschnüre, die meist am Gewässerboden abgelegt werden, sind je nach Dehnung zwei bis vier Meter lang. Die schwarzen Eizellen liegen zweireihig in einer gallertigen Hüllschnur und können maximal bis zu 15.000 Stück umfassen. Ihr Durchmesser liegt bei 1–1,5 Millimetern. Entsprechend winzig sind die Larven, die daraus schlüpfen. Ihre Hautoberfläche ist über längere Zeit tief schwarz gefärbt, die Flossensäume am Ruderschwanz sind durchsichtig. Die Rückenfärbung älterer Kaulquappen erscheint grünlich-grau. Während der Metamorphose, die sich je nach Wassertemperatur bis zu drei Monaten nach dem Schlupf vollzieht, wird ein grünes Fleckenmuster am Rücken und an den Extremitäten sichtbar. In dieser Entwicklungsphase leben die Jungkröten sehr zurückgezogen, um die organischen und morphologischen Transformationen für den Landgang abzuschließen. Nach etwa 3 Jahren erlangen sie die Geschlechtsreife.

## Lebensräume

### Ursprüngliche (primäre) Lebensräume
Die Wechselkröte ist als Steppentier an Trockenheit und Hitze angepasst. Bezüglich ihres Lebensraumspektrums ist sie breit aufgestellt. Generell bevorzugt der Froschlurch sonnenexponierte, trockenwarme Habitate mit lockeren, grabfähigen Böden und lückiger Gras- bzw. Krautvegetation. Besondere Bedeutung kommt den naturnahen Küstenstreifen mit Süß- und Brackwasserbereichen, den Binnendünen, und den Schotterebenen zu. Als landschaftliche Relikte der Nacheiszeit gelten sie mit ihren Böden und dem speziellen Klima als primäre Lebensräume für Wechselkröten und weiteren charakteristischen Tier- und Pflanzenarten. Syntop lebt B. viridis hier häufig mit der Kreuzkröte, mancherorts auch mit Erd- und Knoblauchkröte. In der Regel sind zahlreiche der oben genannten Landschaften als FFH-Lebensräume ausgewiesen.
Beispiele primärer Lebensräume aus Baden-Württemberg, Schleswig-Holstein, Mecklenburg-Vorpommern und Bayern:

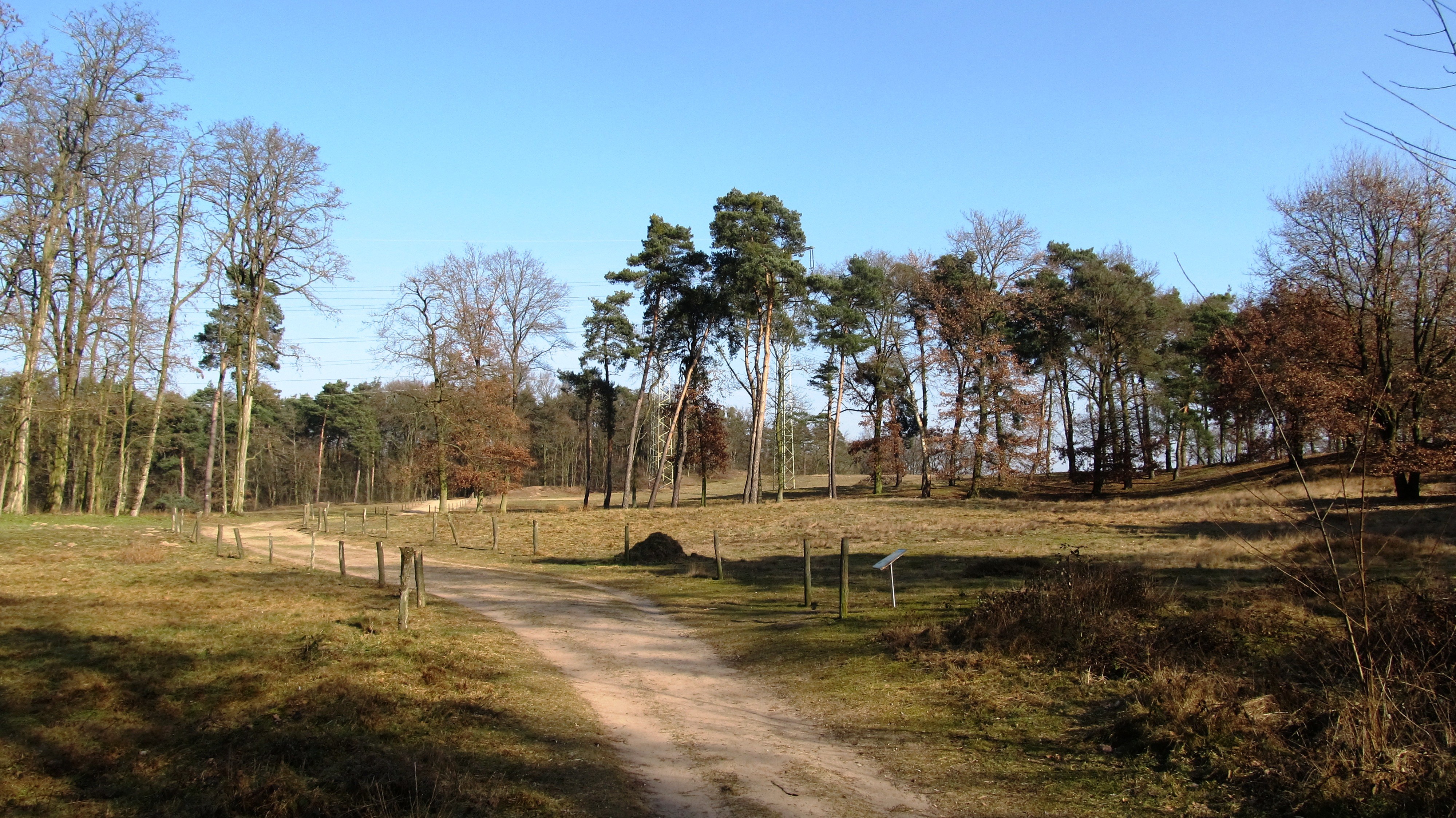
Flugsandflächen bei Schwetzingen (Rhein-Neckar-Kreis)
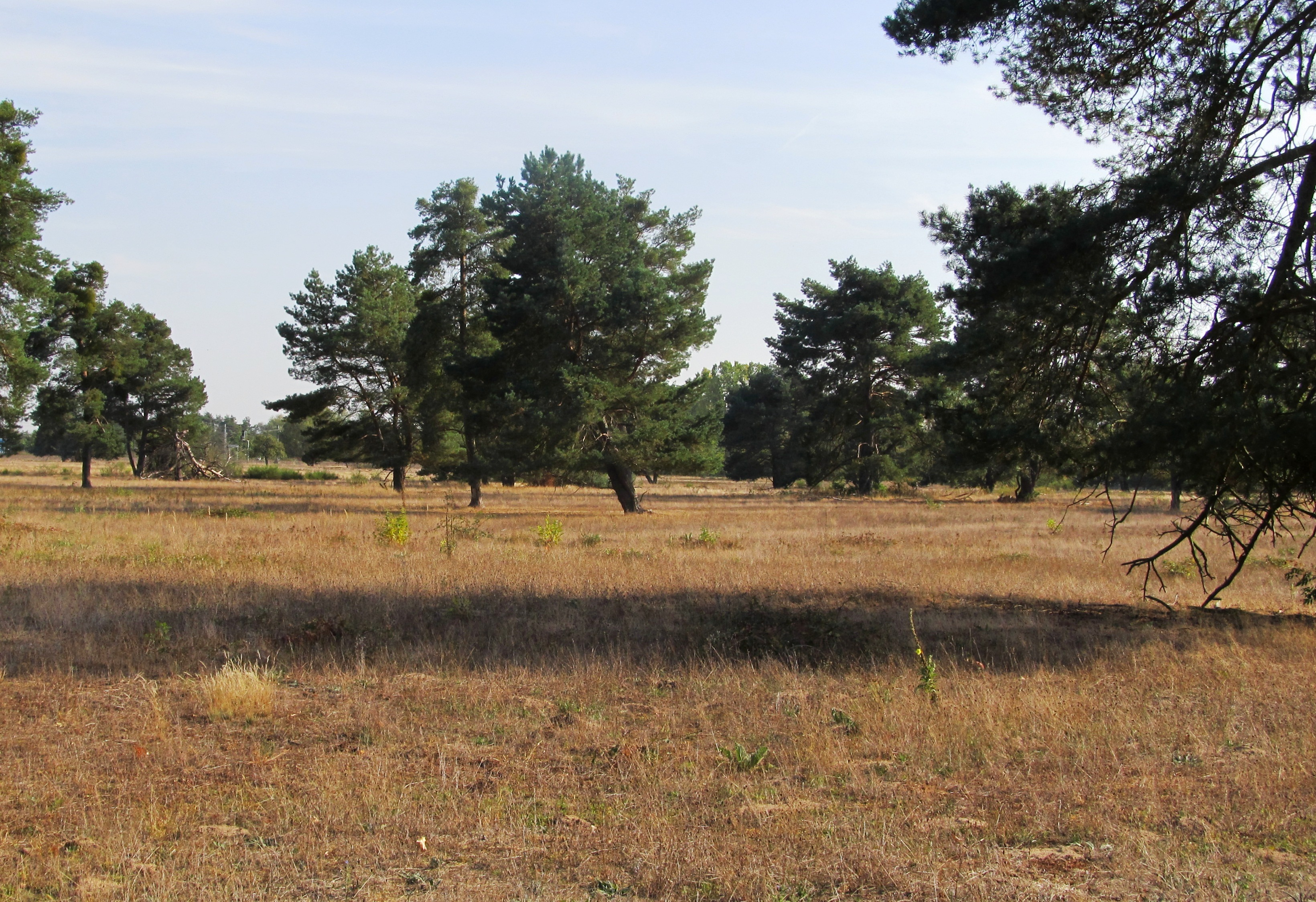
Trockenrasen auf fluviatilen Sanden des Oberrheins, Landkreis Karlsruhe
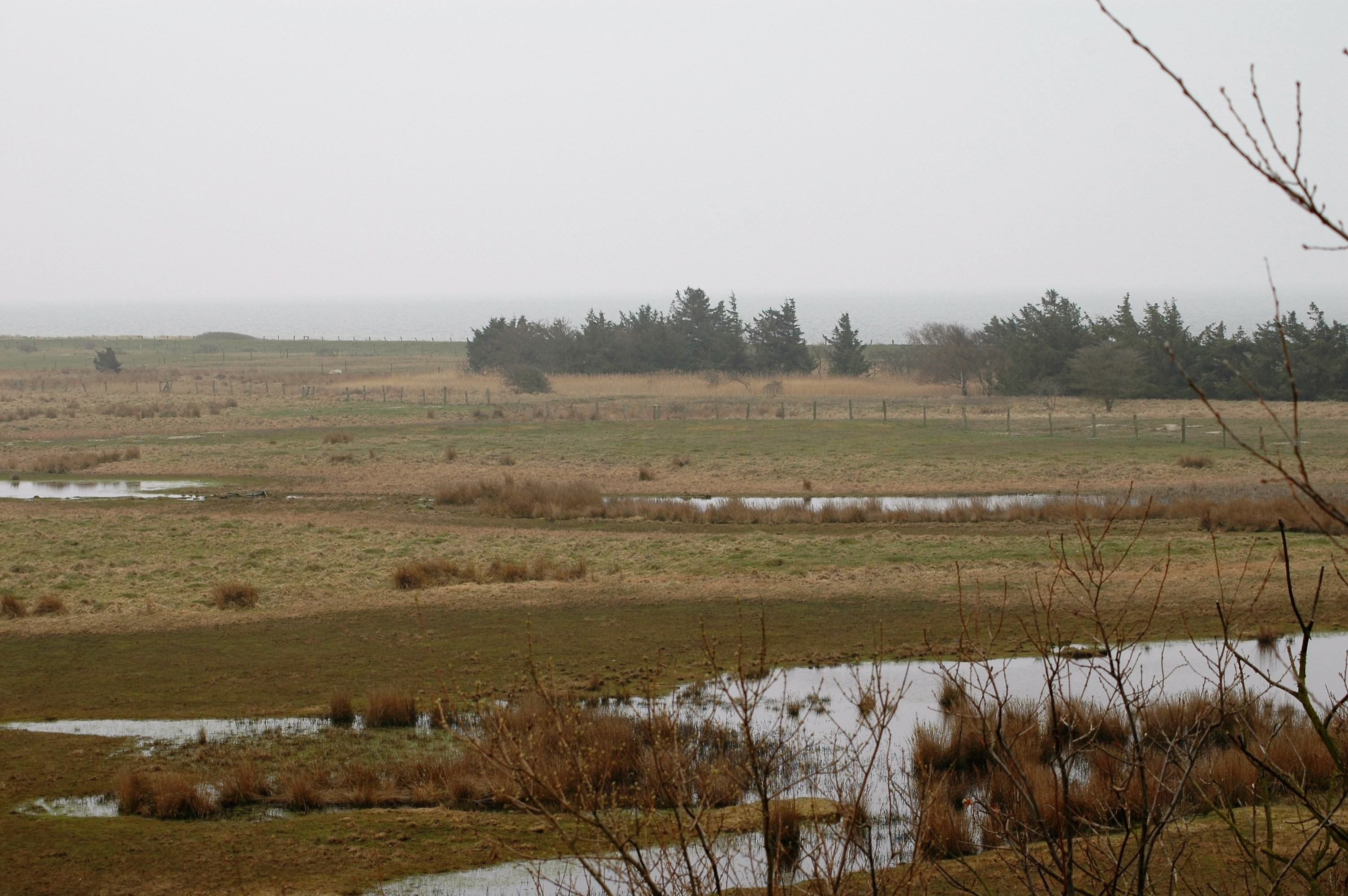
Wallnauer Niederung an der Ostsee, NSG Wallnau/Fehmarn
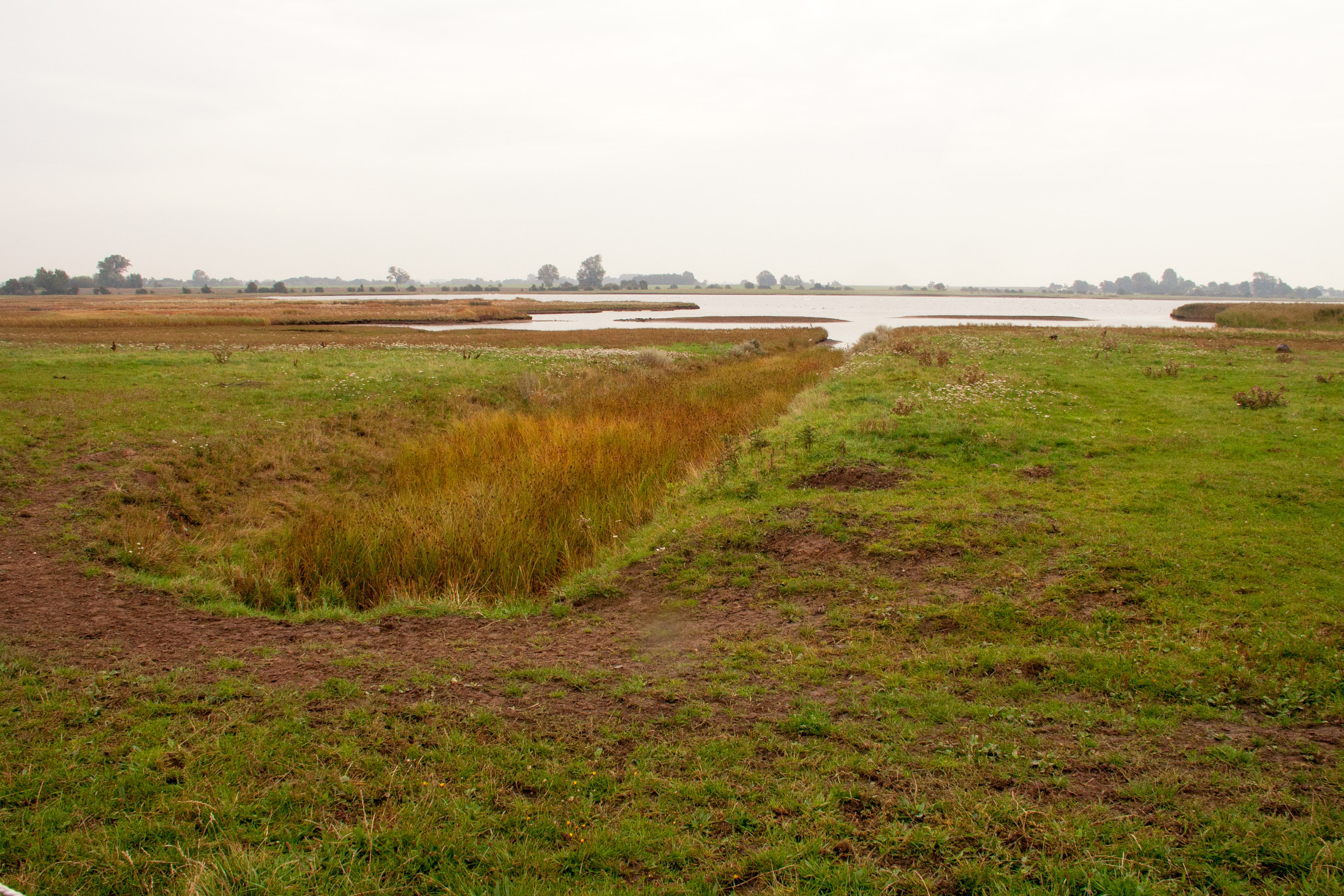
NSG Fauler See-Rustwerder/Poel, Salzwiese, Wismarbucht, Mecklenburg-Vorpommern
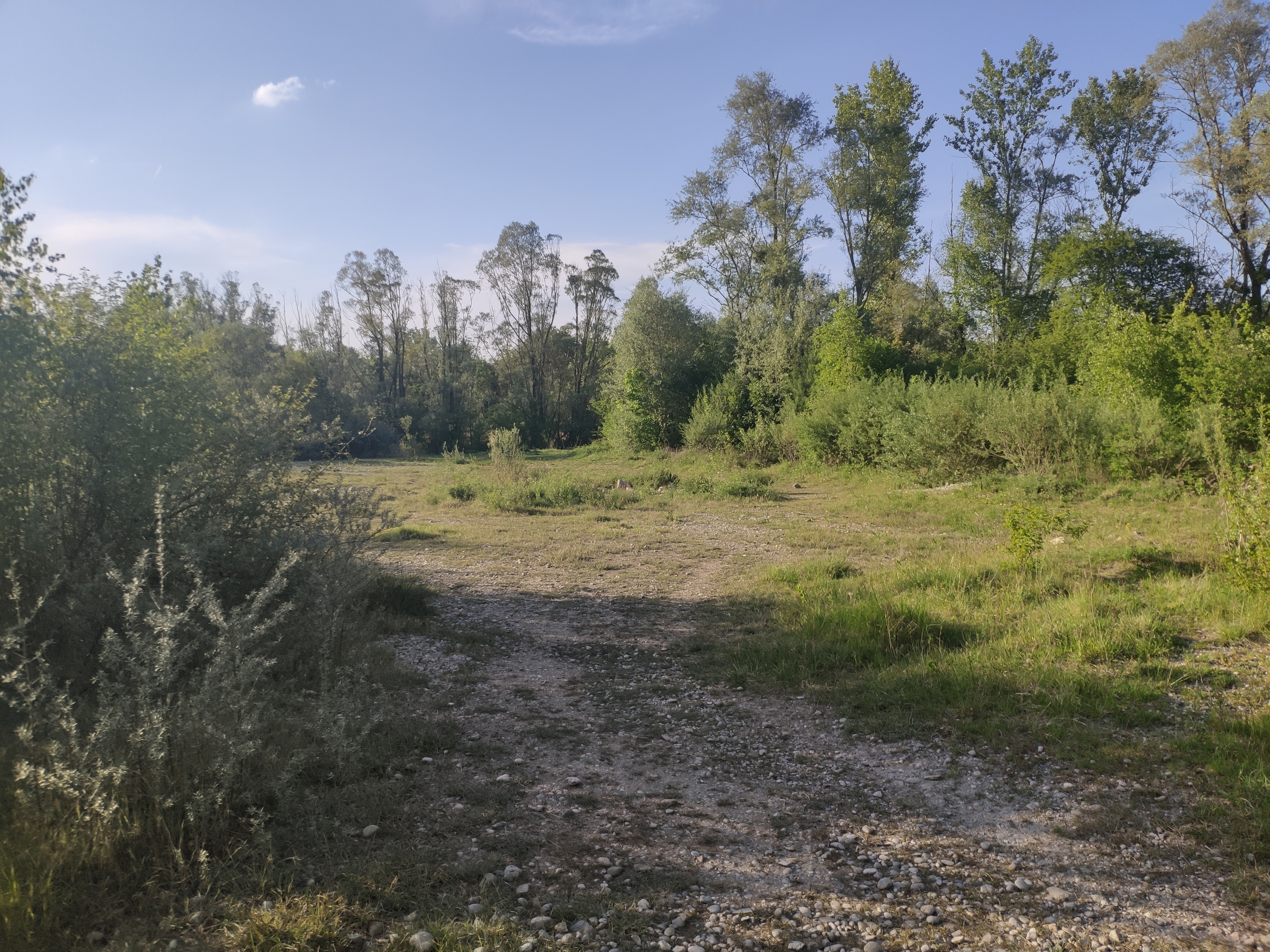
NSG Allacher Lohe, Münchner Schotterebene
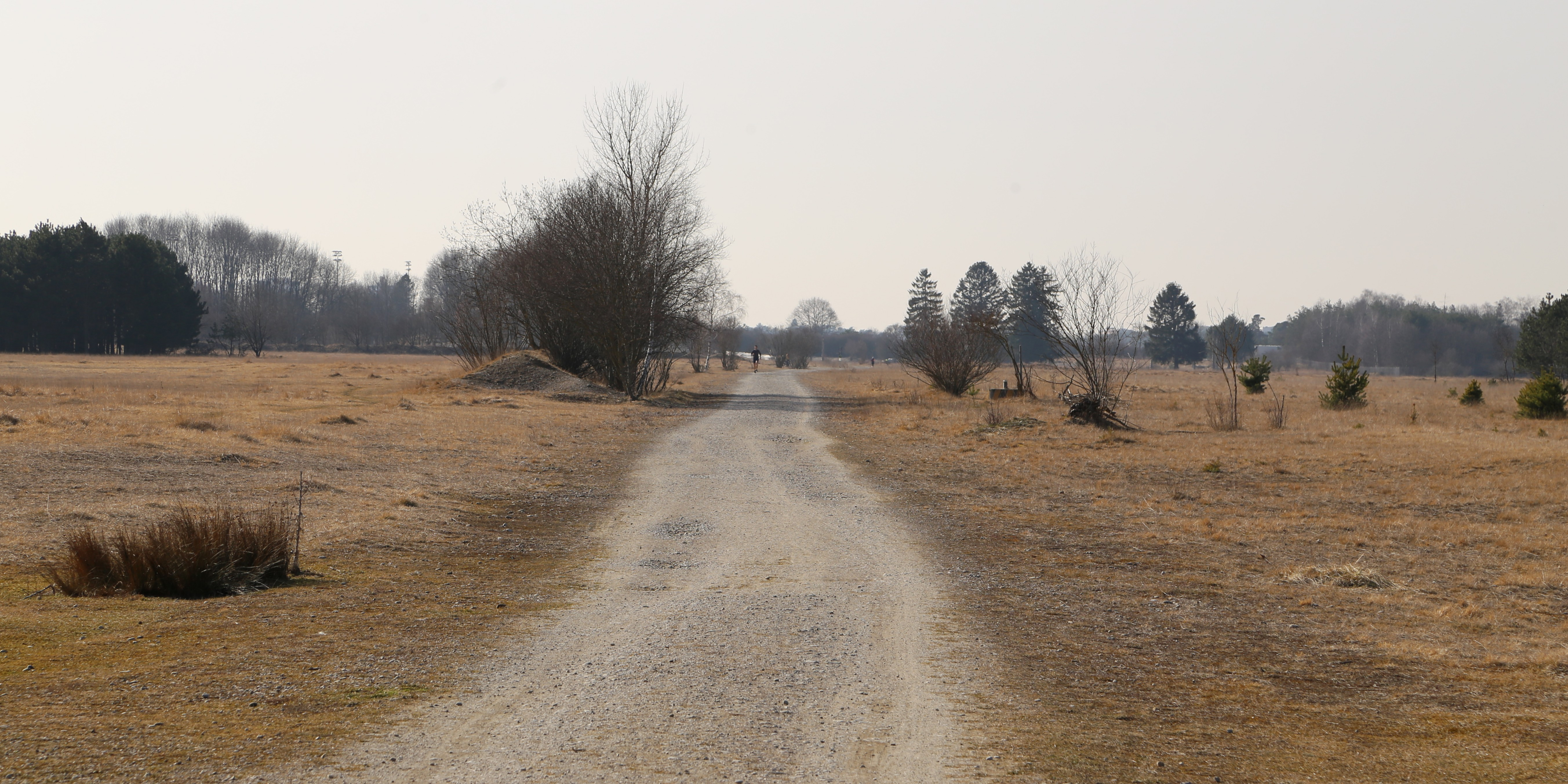
Trockenrasen, NSG Südliche Fröttmaninger Heide, Oberschleißheim

Wie die Kreuzkröte toleriert auch B. viridis einen gewissen Salzgehalt im Laichgewässer. So finden sich stellenweise sowohl adulte Exemplare als auch entwicklungsfähige Larven in flachen, fischfreien Brackwassertümpeln in den Salzwiesen an der Ostseeküste (z. B. NSG Wallnau/Fehmarn, Wismarer Bucht), aber auch auf Salzwiesen im Binnenland (Bad Salzhausen, Wetteraukreis in Hessen). 
Das überschüssige Salz verlässt den Organismus der erwachsenen Tiere mit dem Urin. Wie das bei den Larven funktioniert, ist noch unklar. Die Salztoleranz ist ein wichtiger Beleg, dass die Wechselkröte als originärer Steppen- und Wüstenbewohner einzuordnen ist. Aufgrund der Klimaverhältnisse in Steppe und Wüste ist die Verdunstungsrate der Binnengewässer meist höher als die Niederschlagsrate, mit der Folge, dass stehende Gewässer und ihre Umgebung im Laufe der Zeit versalzen. Die Versalzung betrifft langfristig auch die Böden. An diese Umweltbedingungen ist das Tier angepasst. Das heutige Deutschland wie auch weite Teile Mitteleuropas waren nach der letzten Eiszeit über viele Jahrtausende eine karge, versteppte Landschaft, bis die Bewaldung langsam wieder begann. In diesen Zeiträumen ist die Wechselkröte aus semiariden und trockenklimatischen Zonen Asiens, die nicht von der Eiszeit tangiert waren, zugewandert. Mit dem klima- und anthropogen bedingten fortschreitenden Landschaftswandel, begann bereits der Überlebenskampf dieser Art, die in unseren Breiten nun kurz vor dem Aussterben steht (→ Status Rote Listen BRD).

### Sekundäre Lebensräume

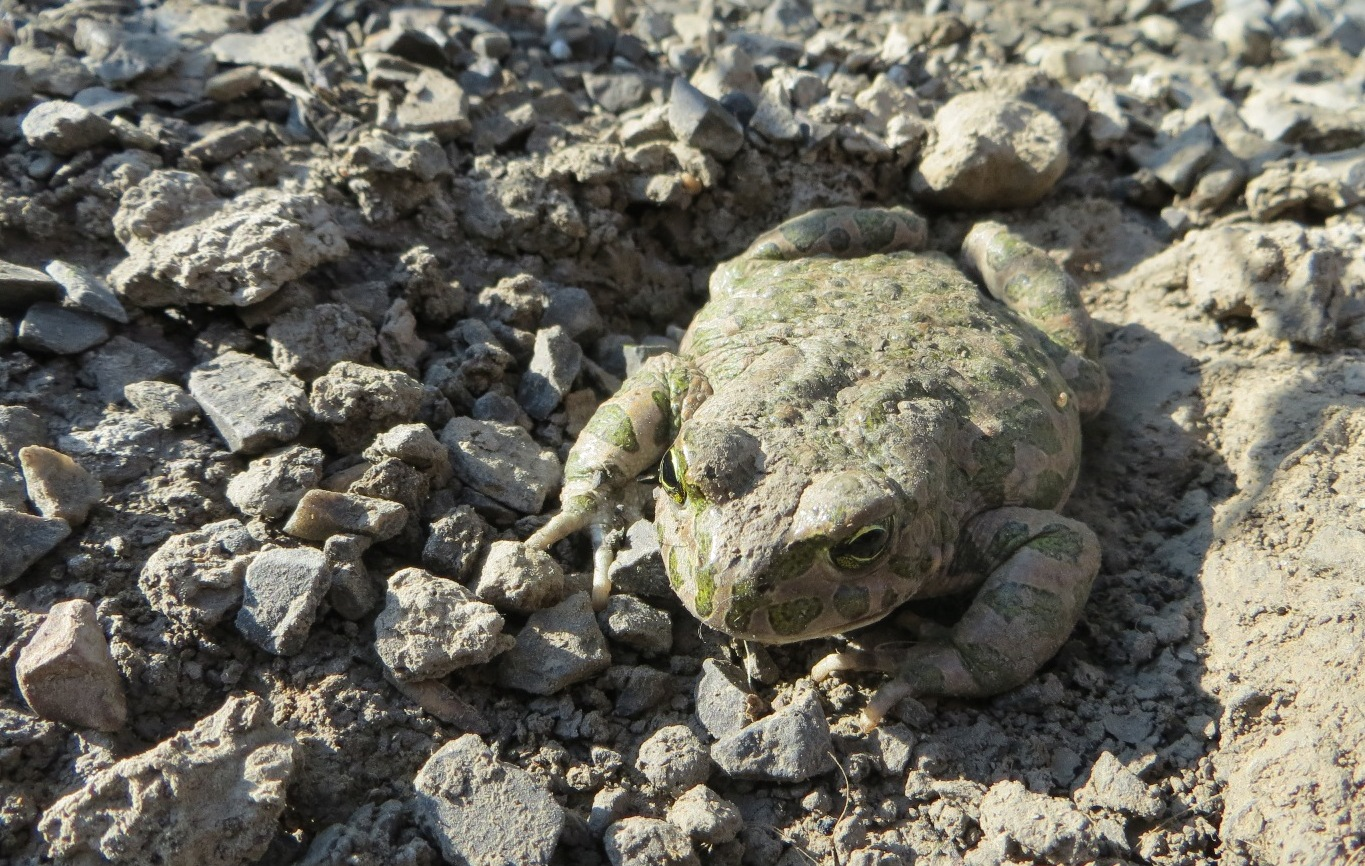
B. viridis auf Abraumhalde

Auf ackergeprägter Feldflur, geschotterten Gleisanlagen sowie auf unterschiedlichsten Abbaustätten (Braunkohletagebau, Kiesgruben, Tongruben, Steinbrüche) mit verdichteten, wasserundurchlässigen Böden sind Wechselkröten anzutreffen. Die genannten Habitate gelten als Sekundärhabitate, in die das Tier aus Mangel an Primärhabitaten eingewandert ist. Bevorzugt werden vor allem Initialstadien von Kies-, Sand- und Tongruben mit häufigen Materialumlagerungen sowie lokal wechselndem Laichplatzangebot durch steten Bodenaushub. Der Betrieb schwerer Maschinen tagsüber beeinflusst die Tiere wenig.
Sekundärbiotope haben einen großen Nachteil, sie sind Lebensräume auf Zeit. Mit Aufgabe der Nutzung endet zeitversetzt auch die Besiedelung durch die Amphibien. Ohne entsprechende Naturschutzmaßnahmen kann die Art aufgrund der natürlichen Sukzession, durch Verlandung, Verbuschung und Wiederbewaldung in diesen Habitaten, nicht weiter existieren. Die Populationen sterben entweder mittelfristig aus oder wandern, falls möglich, in andere Lebensräume ab.

## Aktivität

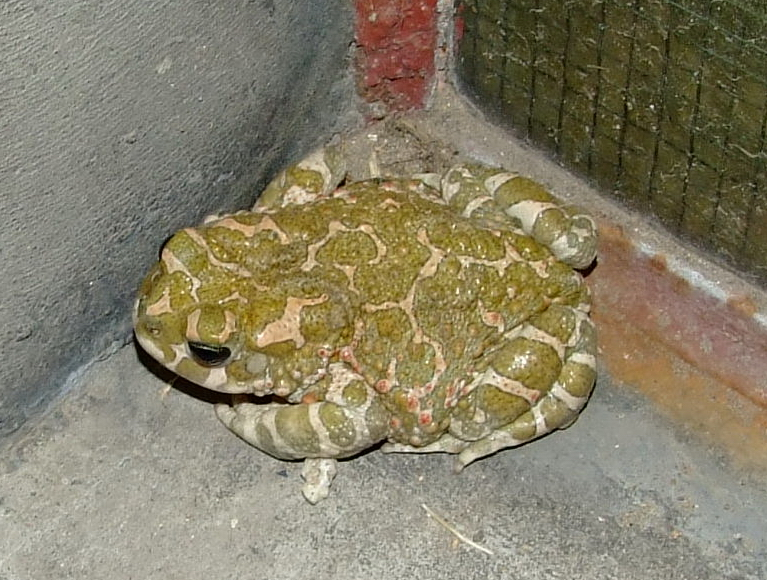
B. viridis im Lichtschacht

Wechselkröten sind vorwiegend dämmerungs- und nachtaktiv. Tagsüber ruhen sie, oft in mehreren Exemplaren zusammengedrängt, im Bodenlückensystem (z. B. Trockenrisse, Kleinsäugerbauten) sowie unter Ansammlungen von Totholz. Die Vorliebe für angehäuftes feuchtes Holz oder lockeres Gestein entspricht den ursprünglichen Versteckplätzen in dynamisch geprägten Lebensräumen (Sand- resp. Kiesbänke unverbauter Fließgewässer). Insbesondere Jungtiere zeigen hier eine hohe Geselligkeit an - trifft auch für verwandte Arten zu.
Durch ihr ausgeprägtes Wanderverhalten entfernen sich Wechselkröten häufig weit von ihren Ursprungshabitaten. Schnell aufeinanderfolgende hüpfende Sprünge unterstützen die ansonsten für Kröten typische krabbelnde Fortbewegung. Mit dieser Technik kommen sie im Gelände rasch voran. Für ihre nächtlichen Streifzüge nutzen sie häufig Wege und Straßen in den Randzonen von Siedlungen und Ortslagen. Wanderungen von über einem Kilometer in einer warmen Nacht sind keine Seltenheit. So gelangen die Tiere in den Bereich von Hausgärten, Scheunen und randlich gelegenen Gewerbeflächen. „Hausunke“ oder „Dorfunke“ waren früher gebräuchliche Synonyme für die Wechselkröte im ländlichen Raum. Hier fangen die Tiere entsprechende Beuteorganismen (Insekten, Spinnen, Schnecken), die in der offenen Landschaft nicht so leicht auffindbar sind. Es ist die Nahrungsvielfalt extensiv gepflegter Gärten und Anlagen, die die Amphibien anziehen, vor allem wenn noch Kleingewässer vorhanden sind. Ein gutes Beispiel findet sich in einer Gärtnerei in Unterschleißheim, auf deren Gelände Wechselkröten seit ca. 30 Jahren leben und sich auch fortpflanzen Ansonsten drohen im Siedlungsbereich entsprechend viele Gefahren durch Fahrzeuge, Gullys, Keller- und Lichtschächte.

## Verbreitung

### Verbreitung in Deutschland

Verbreitung der Wechselkröte in Deutschland (Stand: 2019)

In Deutschland ist die Wechselkröte aufgrund ihrer Habitatansprüche nur lückenhaft verbreitet. Die nebenstehende Verbreitungskarte verdeutlicht zahlreiche punktuelle Vorkommen, die auf die Isolierung und den Artenrückgang hinweisen. Überwiegend besiedelt B. viridis das Flach- und Hügelland, wobei selten eine Höhengrenze von 500 m überschritten wird. In Nordrhein-Westfalen beschränkt sich das Vorkommen der Wechselkröte auf den linksrheinischen Teil der Kölner Bucht. Die Art fehlt im gesamten Nordwesten. sowie im äußersten Süden Baden-Württembergs (Hochrhein, Oberschwaben, Bodensee). Die nördlichsten Fundpunkte liegen nachweislich auf der Ostseeinsel Fehmarn in Schleswig-Holstein und in der Wismarer Bucht (z. B. NSG Fauler See – Rustwerder/Poel) in Mecklenburg-Vorpommern. An der Nordseeküste und den vorgelagerten Inseln ist die Art trotz geeigneter Lebensräume nicht vorhanden; die Kreuzkröte lebt dort allerdings. Möglicherweise ist es zu kühl für Wechselkröten. Nachdem in jüngerer Vergangenheit die Existenz zweier Wechselkrötenarten (Bufotes variabilis und B. viridis) in Schleswig-Holstein diskutiert wurde, wird nach neuesten molekulargenetischen Untersuchungen B. variabilis nur als Haplotyp von B. viridis angesehen und folglich nicht mehr als eigenständige Art. Somit kommt in Deutschland nur die Nominatform (Bufotes viridis) vor.
Die derzeit wichtigsten Verbreitungsgebiete teilen sich in zwei geografisch voneinander getrennte Schwerpunkte auf. Ein Verbreitungsschwerpunkt umfasst die Rhein-Main-Niederung Südwestdeutschlands (Mittlere und Nördliche Oberrheinebene, Landkreis Karlsruhe, Rhein-Neckar-Kreis, Landkreis Bergstraße, Landkreis Groß-Gerau, Mittelrheinisches Becken), hier: Neuwieder Becken. Der andere Verbreitungsschwerpunkt liegt in den neuen Bundesländern (Sachsen-Anhalt). Größere Populationsdichten erreicht die Art im Großraum Halle (Saale) sowie im südlichen Saalekreis.
In Berlin kommt die Art nur noch im Nordosten, auf dem Barnim, im Wuhletal und im Urstromtal nördlich der Spree, sowie am südlichen Stadtrand in Lichterfelde und
Marienfelde vor. Ob Baustelle oder Primärhabitat, vielerorts zeigt sich immer wieder die hohe Affinität an Lebensräume mit sandigen, schluffigen Böden, einschließlich vorhandener Kleingewässer.

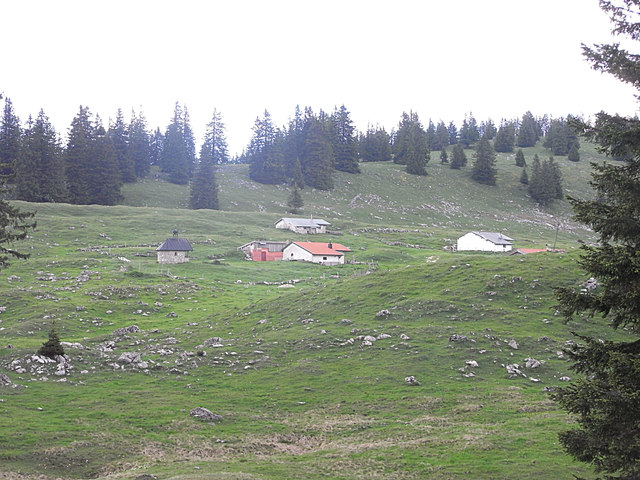
Riesenalm, bislang höchstgelegener Fundplatz der Wechselkröte (B. viridis)

Auch im Freistaat Bayern existieren wichtige Verbreitungszentren in der Münchner Schotterebene, im Gäuboden sowie im Chiemgau. Insbesondere die Münchner Schotterebene mit ihrer Bodenbeschaffenheit (eiszeitlich entstandener Schotter) dürfte früher zur Terra typica gezählt werden. Erst die Einführung mineralischer Dünger, Mitte des 19. Jahrhunderts, ermöglichte den ertragreichen Ackerbau auf diesen kargen Böden. Der oberflächennah liegende, leicht zu fördernde Kalkschotter der Isar, lud zudem mit Beginn des Eisenbahnzeitalters zum intensiven Abbau ein, der über hundert Jahre andauerte. Entsprechend hat sich die ursprüngliche Landschaft um die Landeshauptstadt München bis auf wenige geschützte Bereiche stark verändert. Im Stadtgebiet München existieren noch Restpopulationen auf der Fröttmaninger Heide (ehem. Truppenübungsplatz) sowie im Bereich der Allacher Lohe und den umliegenden Bahnbrachen (Rangierbahnhof München-Nord).
Im Landkreis Dingolfing-Landau in Niederbayern gelang es noch rechtzeitig, durch staatliche Schutzmaßnahmen die dortigen Bestände zu stabilisieren. Das Artenhilfsprojekt wurde vom Landschaftspflegeverband Dingolfing-Landau mit finanzieller Unterstützung des Bayerischen Staatsministerium für Umwelt und Verbraucherschutz durchgeführt. Die Entdeckung eines Laichhabitats der Wechselkröte auf der Oberwiesenalm auf 1.150 m Meereshöhe. in den Chiemgauer Alpen führte im Sommer 1998 zu einer
Langzeitstudie, die bis 2007 andauerte. Bei dieser Studie wurden zwei weitere Laichplätze auf Almen in 1.350 m Meereshöhe entdeckt; auf der Riesenalm und der Pölcheralm. Es sind bislang die höchstgelegenen Funde von B. viridis in Mitteleuropa.

### Europäische Verbreitung
In Frankreich wurde B. viridis lediglich an zwei Fundorten, im äußersten Osten (Elsass, Mittlerer Oberrhein) sowie im nördlichen Lothringen, nachgewiesen.

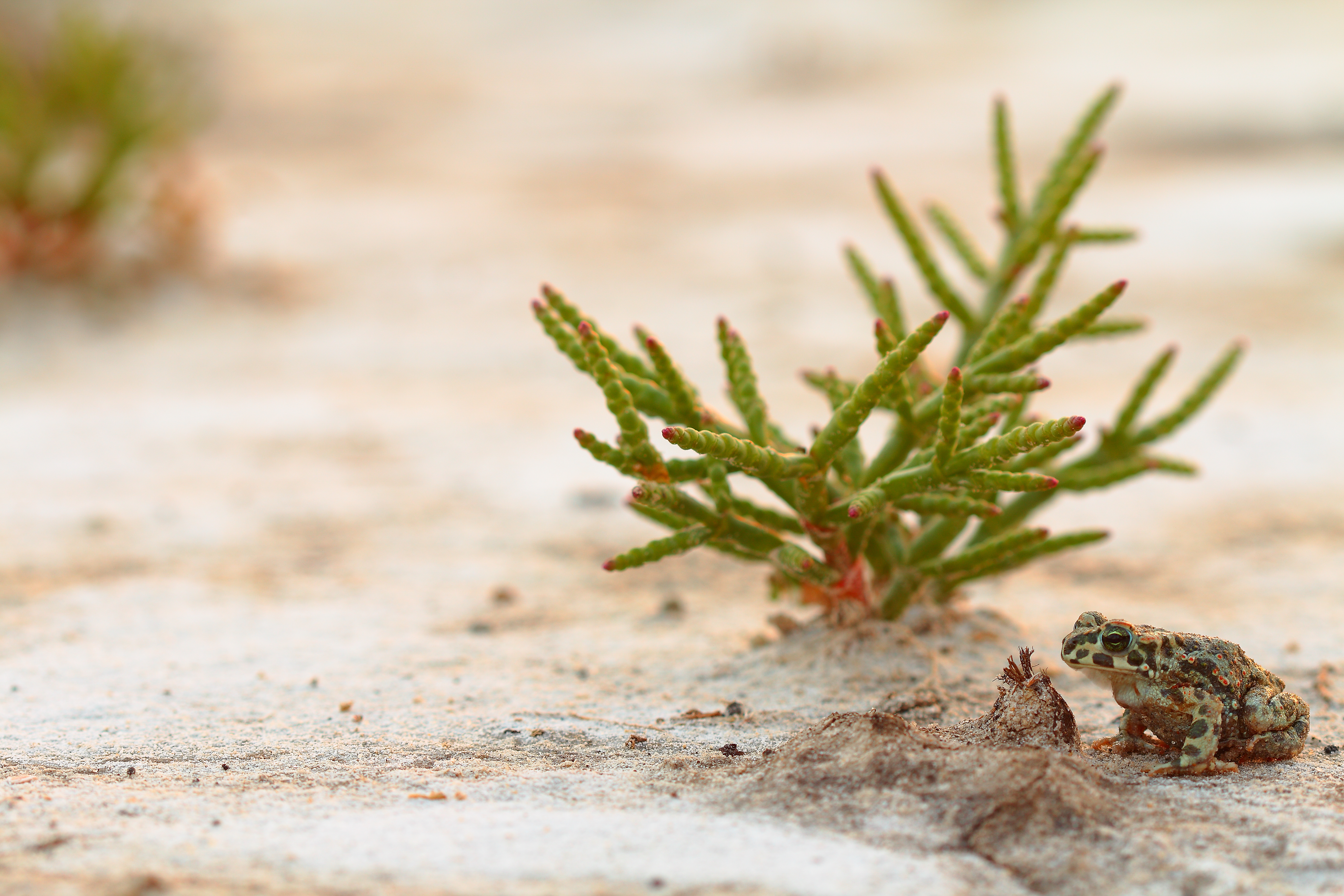
B. viridis im Sandwatt mit Queller, Naturschutzgebiet Bulakhivsʹkyy Lyman, (Ukraine)

In der Schweiz ist die Art wohl ausgestorben.
In Österreich liegen die Verbreitungsschwerpunkte bei Wien (Wiener Becken), in Niederösterreich und dem Burgenland, bevorzugt am (Neusiedler See). Auch dort zeigt sich wieder die arttypische Salztoleranz. Als einzige Froschlurchart besiedeln Wechselkröten und ihre Larven die Salzlacken des Seewinkels. Hier aber ist der Lebensraum mittlerweile durch den Klimawandel bedroht. Im See herrschten im Juli 2022 Wassertemperaturen von über 30 Grad Celsius, was zu einem Fischsterben führte. Der Wasserstand erreichte Werte, die so niedrig lagen wie noch nie seit Beginn der Aufzeichnungen (1965). Regional kommt B. viridis noch in Oberösterreich, der Steiermark, Kärnten und Tirol vor, bevorzugt in Höhen von 200–500 m.
In Polen gilt B. viridis als streng geschützt. Es ist nicht bekannt, ob die Vorkommen an der Ostsee sich auf polnischem Hoheitsgebiet fortsetzen. Laut der IUCN Verbreitungskarte ist B. viridis dort an der Küste vertreten.
In Estland existiert nur noch ein bedeutendes Vorkommen auf der Insel Piirissaar im Kreis Tartu.
In Dänemark zeigten Untersuchungen, dass die Bestände auf Bornholm demographisch sehr instabil sind. Größtes Problem ist der Rückgang der Laichgewässer.
In Griechenland lebt B. viridis auf dem gesamten Festland, dem Peloponnes, den Inseln Euböa und Kreta sowie auf den Ionischen Inseln.
In der Ukraine finden sich Wechselkröten vor allem im Süden in naturnahen, unverbauten Bereichen entlang der Küstenlinie zum Schwarzen Meer. Dort besitzt das Wasser einen relativ niedrigen Salzgehalt. Vorhandene Brackwassertümpel und -seen im Sandwatt dienen der salztoleranten Amphibienart als Laichplätze. Es steht zu befürchten, dass die küstennahen Lebensräume im Süden der Ukraine durch die Kriegsereignisse in den Jahren 2022/23 erheblich beeinträchtigt wurden.

## Taxonomie

### DNA-Barcoding
DNA-Barcoding befähigt die Wissenschaft, ein Individuum taxonomisch mittels seines genetischen Barcodes, dem BIN (Barcode Index Number), zuverlässig einer Art zuzuordnen. Dies geschieht durch den Abgleich des ausgelesenen Barcodes, mit einer Referenzdatenbank, die bereits vorhandene Barcodes für die entsprechenden Art enthält. Um einen Barcode zu erzeugen, wird aus einer Gewebeprobe die DNA extrahiert und auf einem Sequenzierer ausgelesen. Dazu ist jedes Labor in der Lage, das über eine entsprechende Ausstattung für molekulargenetische Untersuchungen verfügt. Seit 2012 existiert das Projekt German Barcode of Life (GBOL) in Bonn, das national die ermittelten Barcodes archiviert und auswertet. Der Schwerpunkt der Forschungsarbeit lag dort zunächst im Bereich der Entomologie, als leicht verfügbare sowie artenreichste Tiergruppe. Amphibien kamen erst 2014/15 dazu. Das Verbundprojekt GBOL hat inzwischen viel Beachtung in der Land- und Forstwirtschaft, bei Behörden sowie bei Zoologischen Instituten gefunden. Die Nutzung der Datenbank ist kostenfrei und steht jedermann zur Verfügung.
Hinsichtlich des Ausbaus solcher Datenbanksysteme ist auch internationale Zusammenarbeit gefragt. Um maximale Synergie-Effekte zu erlangen, stellen wissenschaftliche Institutionen inzwischen weltweit ihre Daten der globalen Datenbank BOLD (Barcode of Life Database), mit Sitz an der University of Guelph (Kanada) zur Verfügung. Die erstellte DNA-Barcode-Referenzbibliothek ist öffentlich einsehbar. Sie steht zur Artidentifikation und zum Abgleich mit eigenen Barcode-Sequenzen bereit. Zur Qualitätssicherung unterliegen die an BOLD gemeldeten Daten strengen Standards. Jede gemeldete Barcode-Sequenz benötigt ausführliche Metadaten zu Fundort, Zeitpunkt und Sammler. Ein Belegexemplar muss in einer öffentlichen Sammlung (z. B. Museum) archiviert und fotografisch dokumentiert werden. Eine Wiki-Schnittstelle ermöglicht die Generierung von Kurzbeschreibungen und Annotationen von Datenelementen. Die Nomenklatur bei den Amphibien folgt der erwähnten Datenbank Amphibian Species of the world.
Für die diploide Bufotes viridis aus Deutschland liegen derzeit (Stand: Oktober, 2021) sieben untersuchte Belegexemplare in der GBOL vor. Vier Tiere stammen aus Bayern sowie drei aus Mecklenburg-Vorpommern. International sind bei BOLD die Barcodes von insgesamt 27 Exemplaren unterschiedlichster Herkunft erfasst. Darunter Funde von B. viridis aus der Türkei (Region um Karacabey) und Süd-Russland (Region Krasnodar). Das DNA-Barcoding hat sich als wichtiges Werkzeug zur Klärung der komplexen Verwandtschaftsbeziehungen innerhalb der Gattung Bufotes erwiesen.

## Gefährdung und Schutz

### Allgemeine Situation
Als Steppentier und Pionierbesiedler ist die Wechselkröte hierzulande existenziell bedroht durch den Verlust ihrer primären Lebensräume, wie:
- sandige Areale wie periglaziale Binnendünen und Flugsandfelder
- naturbelassene Salzwiesen und Küstenstreifen mit Süß- und Brackwasserbereichen
- naturnahe, dynamische Flussniederungen mit Kies- und Schotterbänken

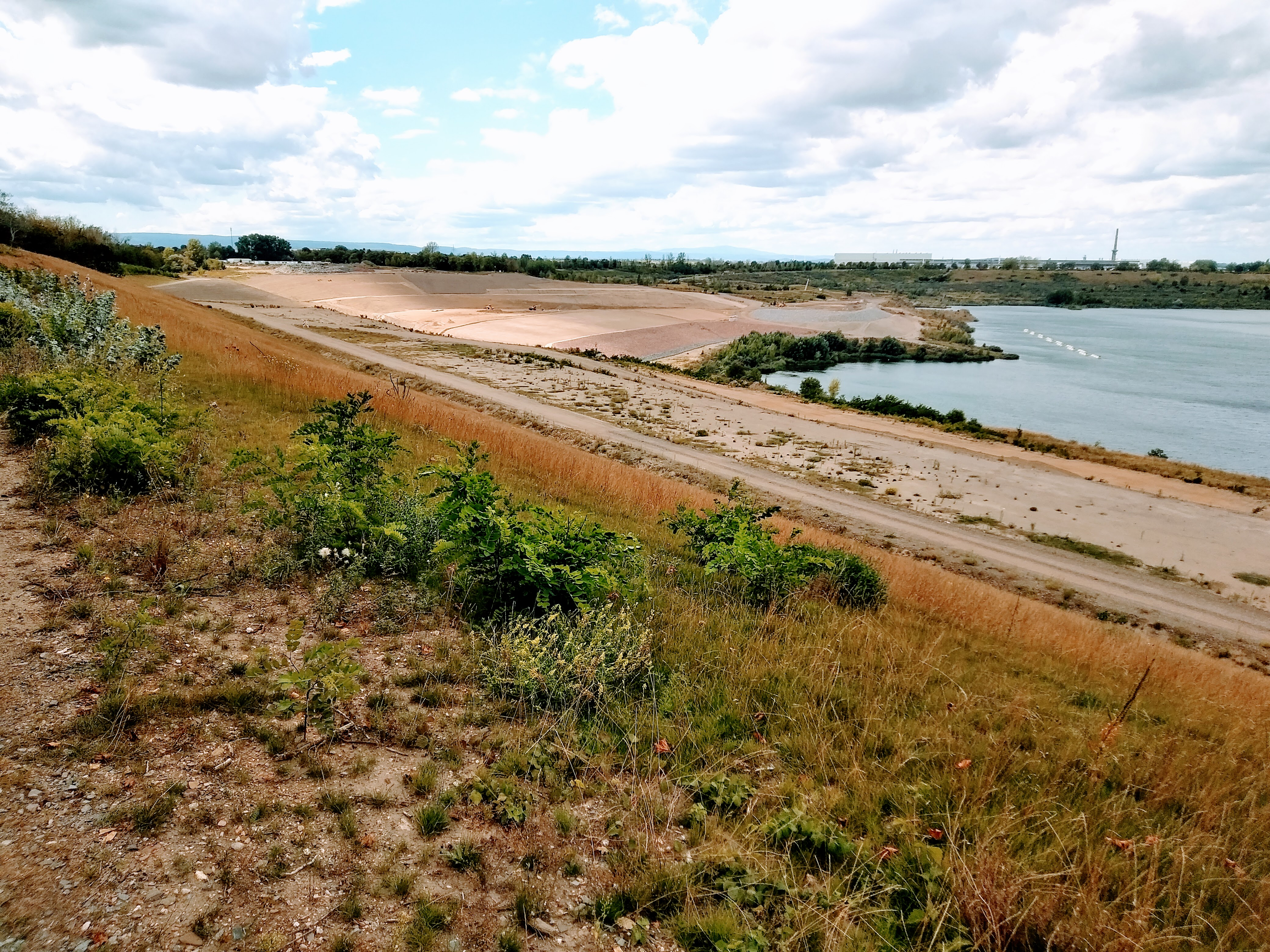
Stillgelegter, gefluteter Braunkohletagebau, Sachsen-Anhalt

Infolge des Verlustes an Primärlebensräumen, kommt es unweigerlich zu einer Umorientierung auf Sekundärlebensräume. Da diese Habitate immer durch Eingriffe des Menschen in die Landschaft entstanden sind, endet ihre Existenz mit der Nutzungsaufgabe. Folgen dann Rekultivierung und Umnutzung ohne ein naturschutzrelevantes Flächenmanagement, ist der Bestandsverlust sowohl für die Wechselkröte als auch für andere zugewanderte Tier- und Pflanzenarten besiegelt, so wie z. B. die Umnutzung des Braunkohletagebaus in Sachsen und die damit einhergehenden Rekultivierungen. Sie führten in den vergangenen Jahrzehnten zu einem großflächigen Landschaftswandel und Lebensraumverlust für B. viridis. Wichtige Biotope wie Tagebaurestlöcher wurden in großflächige Seenlandschaften verwandelt und als Angel- oder Badegewässer umgestaltet. Ähnliches gilt auch für die Münchner Schotterebene, einst ein Verbreitungsschwerpunkt der Wechselkröte. 
Mittlerweile finden sich noch weitere Ursachen für den Rückgang. Offensichtlich infiziert der eingeschleppte Amphibienpilz Chytridpilz (Batrachochytrium dendrobatidis, Bd) auch Wechselkröten. Die Mykose stammt ursprünglich aus Afrika und siedelt auf der Hautoberfläche von Krallenfröschen, die gegen diesen Pilz immun sind. Für medizinische Zwecke wurden im 20. Jh. unzählige Krallenfrösche aus Südafrika für Schwangerschaftstests importiert und mit ihnen der Pilz eingeschleppt. Gelangt der Erreger in Gewässer kann er auch heimische Kaulquappen befallen. Hier tritt die Infektion allerdings erst zutage, wenn die Metamorphose zum erwachsenen Tier erfolgt. Meist sind Hautoberflächen um den Mundbereich betroffen. Der Nachweis der Krankheit erfolgt über Hautabstriche potentiell erkrankter Exemplare. Weitere schädigende Amphibien-Erreger bei Wechselkröten, wurden in Kotproben nachgewiesen, wie Tritrichomonas augusta, Trichomitus batracorum und Hexamita inflata.

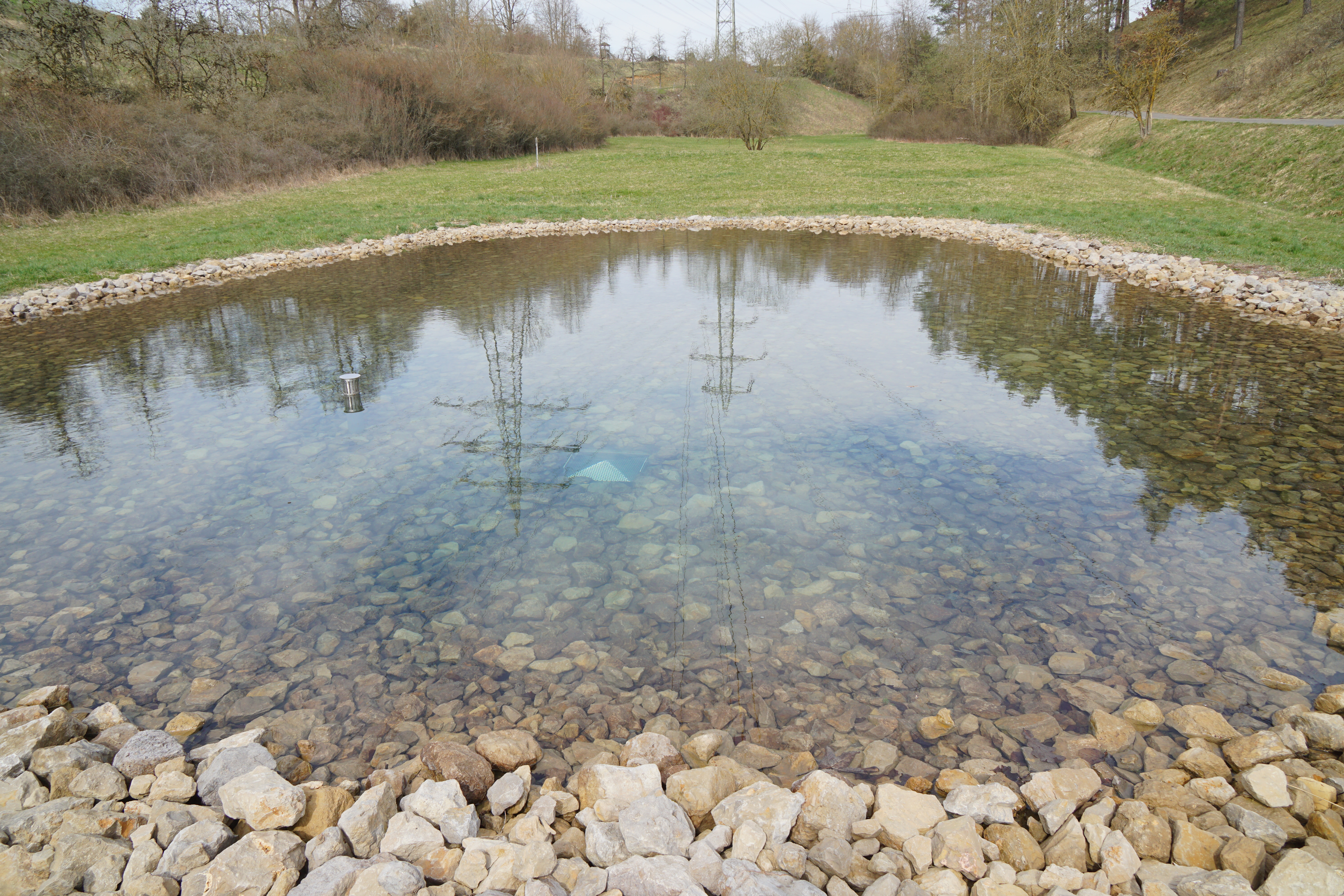
Für Wechselkröten angelegtes Laichgewässer bei Darmsheim

Als Folge der umfassenden Gefährdungsfaktoren, erklärt sich der starke Rückgang der Wechselkröte sowohl in Mitteleuropa als auch in Deutschland. Für das Überleben dieser Pionierart sind gebietsübergreifende Maßnahmen sowie lokale Hilfsprogramme von größter Bedeutung. Aktionen privater Gruppen und Umweltverbände mit Unterstützung der öffentlichen Hand (z. B. FFH-Monitoring, Kartierungen), sind in Deutschland bereits vielerorts existent und tätig. Neben dem rechtlichen Schutz und den konkreten Maßnahmen im Gelände, spielen auch Öffentlichkeitsarbeit und Informationsaustausch eine wichtige Rolle. Aktive Bestandsstützungen in Form von Aufzuchtstationen finden sich beispielsweise in Kiel, hier mit finanzieller Hilfe der Stiftung Naturschutz Schleswig-Holstein sowie am Kölner Zoo. In Sachsen läuft ein Aufruf des Staatsministeriums für Energie, Klimaschutz, Umwelt und Landwirtschaft im Rahmen der "Mitmachkaktion Wechselkröte".

### Gesetzlicher Schutz
- Fauna-Flora-Habitat-Richtlinie (FFH-RL): Anhang I (natürliche und naturnahe Lebensräume von gemeinschaftlichem Interesse)
- Fauna-Flora-Habitat-Richtlinie (FFH-RL): Anhang IV (Streng zu schützende Art)
- Bundesnaturschutzgesetz (BNatSchG): Streng geschützt

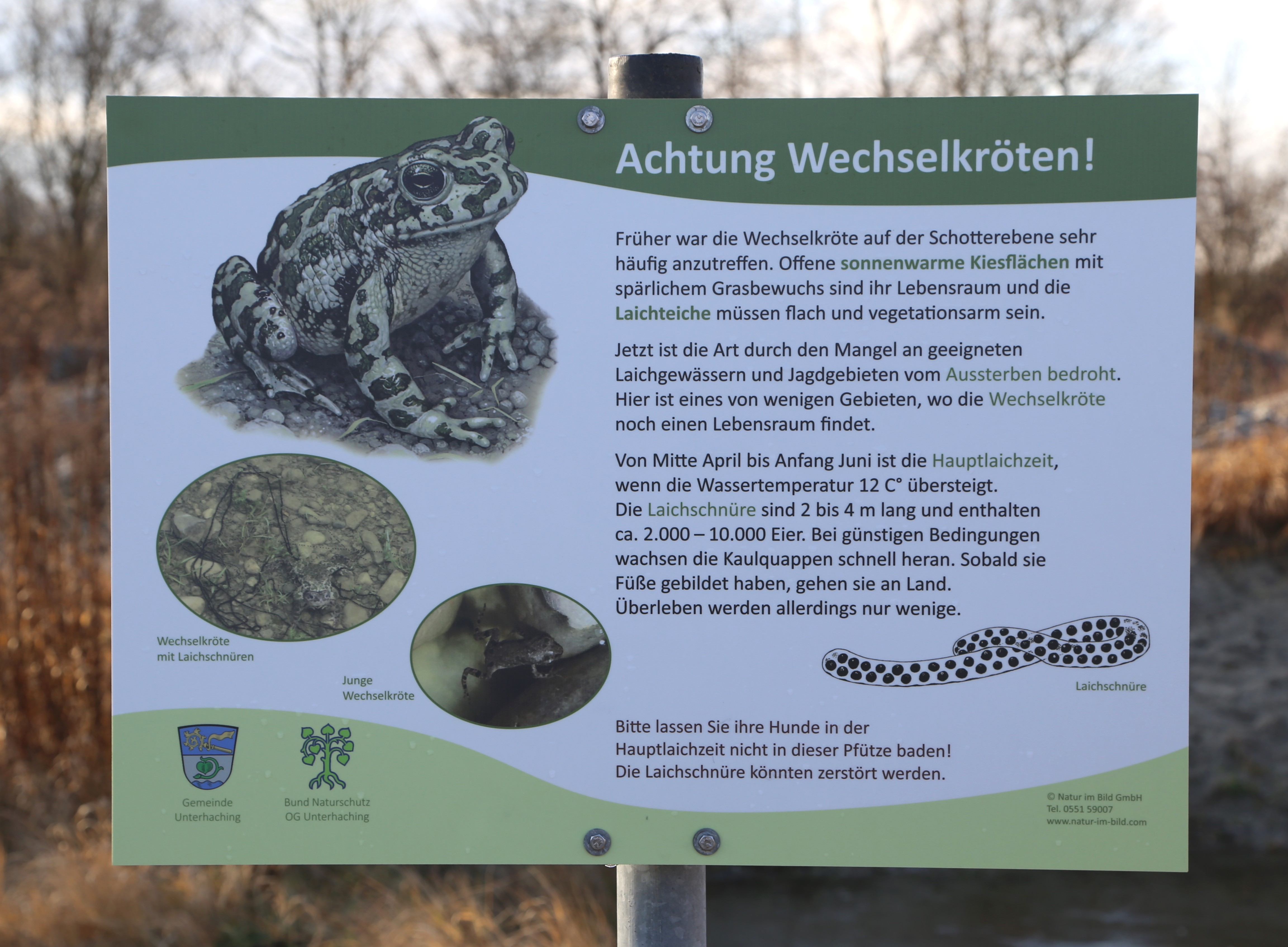
Schutzhinweis Landschaftspark Hachinger Tal, Unterhaching

### Rote Liste-Einstufungen (Auswahl)
- Rote Liste Bundesrepublik Deutschland: Kategorie 2 (stark gefährdet)[6]
  - Rote Liste Baden-Württemberg 2 (stark gefährdet)
  - Rote Liste Bayern: Kategorie 1 (vom Aussterben bedroht)
  - Rote Liste Berlin: Kategorie 2 (stark gefährdet)
  - Rote Liste Brandenburg: Kategorie 3 (gefährdet)
  - Rote Liste Hessen: Kategorie 2 (stark gefährdet)
  - Rote Liste Mecklenburg-Vorpommern: Kategorie 2 (stark gefährdet)
  - Rote Liste Niedersachsen: Kategorie 1 (vom Aussterben bedroht)
  - Rote Liste Saarland: Kategorie 3 (gefährdet)
  - Rote Liste Sachsen: Kategorie 2 (stark gefährdet)
  - Rote Liste Sachsen-Anhalt: Kategorie 2 (stark gefährdet)
  - Rote Liste Schleswig-Holstein: Kategorie 1 (vom Aussterben bedroht)
  - Rote Liste Thüringen: Kategorie 1 (vom Aussterben bedroht)[88]
- Rote Liste Österreich: VU (entspricht: gefährdet)
- Rote Liste Dänemark: EN (entspricht: gefährdet)[89]
- Rote Liste Schweiz: RE (entspricht: ausgestorben)
- Rote Liste Polen: Streng geschützt

### Fauna-Flora-Habitat-Richtlinie: Anhang IV
Der gesetzlich verordnete Schutz ist die Grundlage für Einleitung, Finanzierung und Umsetzung von Schutz- und Hilfsmaßnahmen. Wie oben erwähnt, ist die Wechselkröte eine Art des Anhangs IV der Fauna-Flora-Habitat-Richtlinie und mit ihrer Verabschiedung seit 1992 europaweit streng geschützt. Die Arten des Anhangs IV haben in der Umsetzung der Richtlinie ein besonderes Gewicht. Gemäß dem Wortlaut dürfen ihre „Lebensstätten“ nicht beeinträchtigt oder zerstört werden – unabhängig davon, wo sie sich aufhalten. Bezogen auf die Lebensstätten der Wechselkröte stößt man hier auf Probleme:

Konkrete Beispiele:

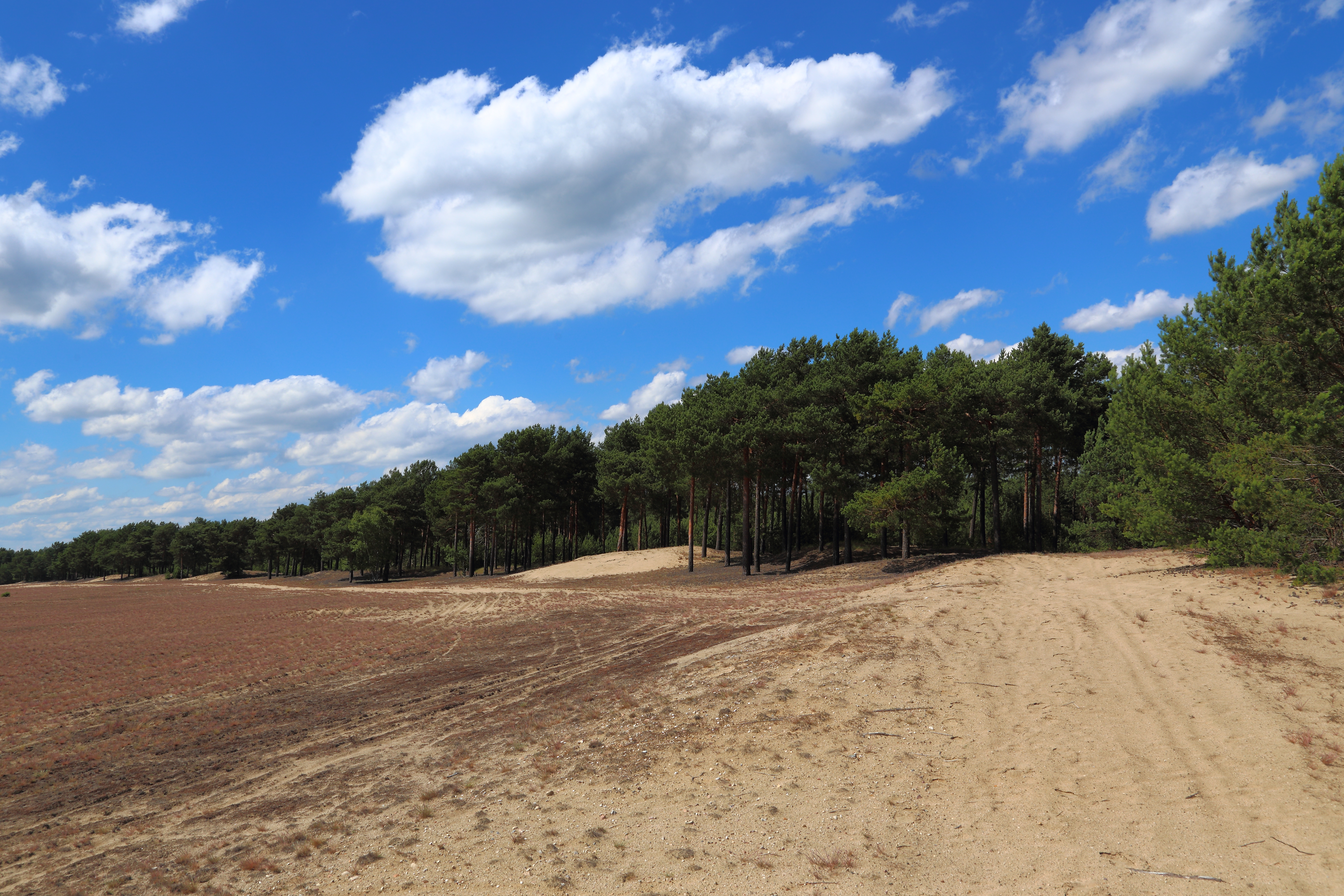
Konversionsfläche Lieberose Heide, ehemaliger Panzerübungsplatz, Landkreis Dahme-Spreewald, Brandenburg

- Temporäre Gewässer in Deponien, Kiesgruben oder Steinbrüchen
- Regenrückhaltebecken
- Konversionsflächen

Die Rahmenrichtlinien der FFH-RL in Anhang IV sehen solche Lebensstätten natürlich nicht vor. Auch das BNatSchG greift hier nicht; d. h. Sonderwege müssen begangen werden, wie etwa in Köln. Die dortige NABU-Naturschutzstation Leverkusen-Köln (Außenstelle Köln) hat zum Schutz der „Abgabungsamphibien“ (Wechselkröte, Kreuzkröte, Gelbbauchunke und Geburtshelferkröte) einen bemerkenswerten Maßnahmenplan entwickelt. Seit 2017 existiert eine Kooperation zwischen der Kiesindustrie, vertreten durch den Verband VERO (Verband der Bau- und Rohstoffindustrie e. V.) und der NABU-Naturschutzstation Leverkusen. Vereinbart wurde während des laufenden Betriebs die genannten Amphibien zu erhalten und auch zu fördern. Die Betreiberfirmen führen hierzu gezielte Maßnahmen durch, die von Biologen fachlich begleitet werden. Vereinbart wurde u. a:
- Die unterzeichnenden Unternehmen erkennen die besondere Bedeutung ihrer Flächen als Lebensraum gefährdeter Arten an und erklären, sich für die Förderung der Erhaltungsziele in den Betriebsabläufen und der Nachfolgenutzung einzusetzen.
- Die Kooperation mit den Biologischen Stationen in NRW und dem NABU NRW.

Inzwischen haben mehr als 10 Unternehmen ihr Interesse an der Zusammenarbeit bekundet. Zumindest für die in Betrieb befindlichen Abbaustätten im Rheinland wurde somit ein zukunftsfähiger Weg beschritten, die Wechselkröte und auch andere Arten zu erhalten. Da vielerorts aufgrund fehlender primärer Lebensräume, Flächen zur Rohstoffgewinnung zu den letzten Rückzugsorten der Wechselkröte gelten, ist dies ein empfehlenswertes Beispiel auch für andere Bundesländer.

### Fauna-Flora-Habitat-Richtlinie: Anhang I

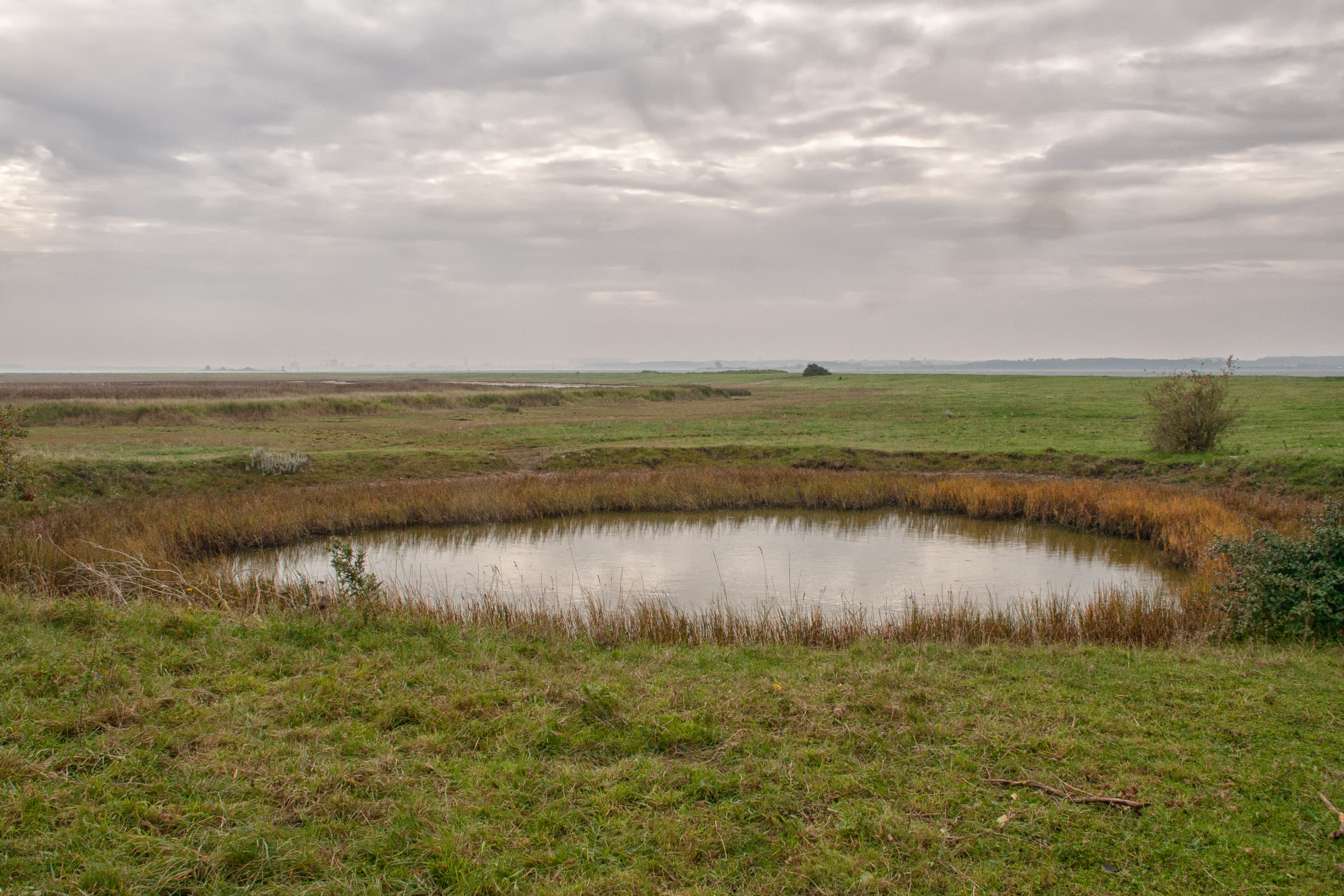
Naturschutzgebiet Fauler See-Rustwerder/Poel, Salzwiese in der Wismarbucht (Mecklenburg-Vorpommern), FFH-Gebiet, Primärer Lebensraum der B. viridis

Schutz und Erhalt natürlicher Lebensräume von gemeinschaftlichem Interesse gemäß Anhang I der FFH-RL

Für heimische Wechselkröten relevant sind:
EU-Code 2: Dünen an Meeresküsten und im Binnenland
EU-Code 2330: Dünen mit offenen Grasflächen mit Corynephorus und Agrostis
EU-Code 32: Fließgewässer, hier: Abschnitte von Wasserläufen mit natürlicher bzw. naturnaher Dynamik
EU-Code 4030: Trockene europäische Heiden
EU-Code 6: Natürliches und naturnahes Grasland (sowie nachfolgende Codes 6120, 6210, 6240)
Die nachträgliche Aufnahme 1995 der subpannonischen Steppen-Trockenrasen (EU-Code 6240) als prioritärer Lebensraum in den Anhang I, kommt dem Schutz der heimischen Wechselkröte als Steppentier sehr entgegen. Subpannonische Steppenrasen haben ihren Verbreitungsschwerpunkt in Brandenburg (Odertal) und Sachsen-Anhalt (östliches Harzvorland) sowie im Thüringer Becken. Weitere Areale finden sich in Sachsen, Südhessen und dem südlichen Teil von Rheinland-Pfalz. Auch in Baden-Württemberg und Bayern gibt es Einzelvorkommen. In der Mehrzahl der genannten Bundesländer leben Wechselkröten.

### Weiterführende Literatur
- A. Bitz, F. Thomas: Wechselkröte Bufo viridis. In: A. Bitz, K. Fischer, L. Simon, R. Thiele, M. Veith (Hrsg.): Die Amphibien und Reptilien in Rheinland-Pfalz, Band 1 (GNOR Eigenverlag, Landau), 1996, S. 217–230.
- D. T. Bolger, T. A. Morrison, B. Vance, D. Lee, H. Farid: A computer-assisted system for photographic mark-recapture analysis. In: Methods in Ecology and Evolution 3. 2012, S. 813–822.
- R. Flindt, H. Hemmer (1967): Nachweis natürlicher Bastardierung von Bufo calamita und Bufo viridis. In: Zool. Anz. 178 (5/6), 1967, S. 419–429.
- R. Flindt, H. Hemmer (1968): Über Bufo viridis im Vorderen Orient. - Senckenbergiana biol. 49, 1968, S. 99–106.
- Bernd Gremlica: Beobachtungen zu gemeinsamen Tagesverstecken und Rufaktivitäten bei Kreuz- und Wechselkröten. In: Feldherpetologisches Magazin, Heft 2, 2014, S. 21–24.
- Bernd Gremlica, Hubert Neugebauer: Witterungsbedingte Unterschiede im Laichplatzangebot für Kreuz- und Wechselkröte im Stadtkreis Mannheim. In: Zeitschrift für Feldherpetologie, Band 21. Laurenti Verlag, Bielefeld 2014, S. 72.
- R. Günther, R. Podloucky: Wechselkröte – Bufo viridis Laurenti, 1768. In: R. Günther (Hrsg.): Die Amphibien und Reptilien Deutschlands.Jena (G. Fischer Verlag), 1996, S. 322–343.
- H. Hemmer, W. Böhme: Nachweis einer natürlichen Bastardisierung der Erdkröte (Bufo bufo) mit der Wechselkröte (Bufo viridis) im Rheinland. Salamandra 10, 1974, S. 126–130.
- A. König, W.-R. Grosse: Morphometrische Daten einer Wechselkröten-Population an den Regenrückhaltebecken des Gewerbegebiets Reidepark Halle-Queis (Sachsen-Anhalt). In: Zeitschrift für Feldherpetologie, Band 12. Laurenti Verlag, Bielefeld 2005, Seite 43 ff.
- B. Kutrup, E. Cikar, Z. Colak, U. Bulbul, H. Karaoglu: Alter und Wachstum der Grünen Kröte, Bufo viridis(Laurenti, 1768) von einer Insel- und einer Festlandpopulation in Giresun, Türkei. J. Anim. Vet., 10 (11), 2011, pp. 1469–1472.
- Klaus Lörcher, Hans Schneider: Vergleichende bio-akustische Untersuchungen an der Kreuzkröte, Bufo calamita (Laur.), und der Wechselkröte, Bufo v. viridis (Laur.). In: Zeitschrift für Tierpsychologie, Band 32, 1973, S. 506–521.
- B. Lanza, D. Canestrelli: Atypische Färbung bei Salamandrina terdigitata (Lacepede, 1788) und Bufo viridis viridis Laurenti, 1768. Salamandra, Rheinbach, Bd. 38 (2), 2002, S. 105–108.
- A. Malten: Die Wechselkröte. Natur und Museum 136 (5/6), 2006, S. 20–21.
- Sahin Mesut, Ayça Gumus, Erdal Balcan: Glykokonjugat Histochemie der Schleimdrüsen in der Haut der metamorphisierenden Bufo viridis. Biologia, Bd. 63 (3), 2008.
- Maria Sachs, Rieke Schluckebier, Katinka Poll, Vanessa Schulz, Joana Sabino-Pinto, Elmar Schmidt, Klaus Simon3, Sven Künzel, Thomas Ziegler, Hartmut Arndt, Miguel Vences: Evidence of Batrachochytrium dendrobatidis and other amphibian parasites in the Green toad (Bufotes viridis), syntopic amphibians and environment in the Cologne Bay, Germany. Salamandra Bd. 56, 2020, S. 275–284.
- Ulrich Sinsch, Y. Collet, K. Klein, Alena Schäfer: Einfluss von Landnutzungsänderung auf das syntope Vorkommen von Erd-, Kreuz- und Wechselkröte (Bufo bufo, Epidedalea calamita und Bufotes viridis) in einem niederrheinischen Auskiesungsgebiet. In: Zeitschrift für Feldherpetologie, Band 22, Heft 1, 2015, S. 57–72.
- F. Schlyter, J. Höglund, G. Strömberg: Hybridization and low numbers in isolated population of the natterjack, -bufo calamita and the green toad, B. viridis, in southern Sweden -possible conservations problems. In: Amphibia-Reptilia 12, 1991, S. 267–281.
- J. Speybroeck, W. Beukema, C. Dufresnes, U. Fritz, D. Jablonski, P. Lymberakis, I. Martínez-Solano, E. Razzetti, M. Vamberger, M. Vences, J. Vörös, P. Crochet: Species list of the European herpetofauna – 2020 update by the Taxonomic Committee of the Societas Europaea Herpetologica. Amphibia-Reptilia, 41(2), 2020, 139-189. doi:10.1163/15685381-bja10010
- M. Stöck, C. Moritz, M. Hickerson, D. Frynta, T. Dujsebayeva, V. Eremchenko, J. R. Macey, T. J. Papenfuss, D. B. Wake: Evolution of mitochondrial relationships and biogeography of Palearctic green toads (Bufo viridis subgroup) with insights in their genomic plasticity. In: Molecular Phylogenetics and Evolution. 41, 2006, S. 663–689.
- M. Stöck, A. Sicilia, N. Belfiore, D. Buckley, S. Lo Brutto, M. Lo Valvo, M. Arculeo: Post-Messinian evolutionary relationships across the Sicilian channel: Mitochondrial and nuclear markers link a new green toad from Sicily to African relatives. In: BMC Evol. Biol. 56, 2008, S. 8. (Artikel online).
- M. Stöck, P. Roth, R. Podloucky, K. Grossenbacher: Wechselkröten. In: K. Grossenbacher (Hrsg.): Handbuch der Amphibien und Reptilien Europas, Band 5 (Froschlurche II) Aula-Verlag, Wiesbaden 2009, S. 413–498.
- Miguel Vences: Die Gattungszuordnung von Wechselkröte und Kreuzkröte und die Konsolidierung der wissenschaftlichen Benennung europäischer Amphibien. Zeitschrift für Feldherpetologie 22, 2015, S. 11–24.
- Miguel Vences, R. G. Bina Perl, Katinka Giesen, Rieke Schluckebier, Klaus Simon, Elmar Schmidt, Sebastian Steinfartz, Thomas Ziegler: Development of new microsatellite markers for the Green Toad, Bufotes viridis, to assess population structure at its northwestern range boundary in Germany. Salamandra Band 55 (3), 2019, S. 191–198.